# البحرية الهندية
البحرية الهندية (بالإنجليزية: Indian Navy)‏ وهي القوات البحرية والتي تتبع القوات المسلحة الهندية التي تدافع عن دولة الهند ويديرها الرئيس الهندي ومسؤول البحرية الهندية في وزارة الدفاع الهندية ويكون برتبة أدميرال، يتكون أعضاء البحرية الهندية من 58,350 جندي مسلح ومن 9 سفن أرضية و8 مدمرات و15 فرقاطات وواحد حاملة رؤوس نووية و14 غواصة و24 فرقيطة و32 زوارق و4 حاملات نفط تم تأسيس البحرية في سنة 1947 بعد استقلال الهند.
اعتبارًا من يونيو 2019، كان لدى البحرية الهندية 67252 نشطًا  و75000 فرد احتياطي في الخدمة ولديها أسطول مكون من 150 سفينة وغواصة و300 طائرة. اعتبارًا من أكتوبر 2020، يتكون الأسطول التشغيلي من حاملة طائرات نشطة ورصيف نقل برمائي و8 دبابات لسفن الهبوط و10 مدمرات و14 فرقاطات وغواصة هجومية تعمل بالطاقة النووية وغواصة صاروخية باليستية و16 غواصة هجومية تعمل بالطاقة التقليدية والمزيد عن التجارب البحرية، 24 طراداً، سفينة واحدة للتدابير المضادة للألغام، 4 ناقلات أسطول والعديد من السفن المساعدة الأخرى، زوارق دورية صغيرة وسفن متطورة. تعتبر بمثابة إسقاط متعدد الأقاليم للطاقة البحرية الزرقاء.

## التاريخ

### التاريخ البحري المبكر

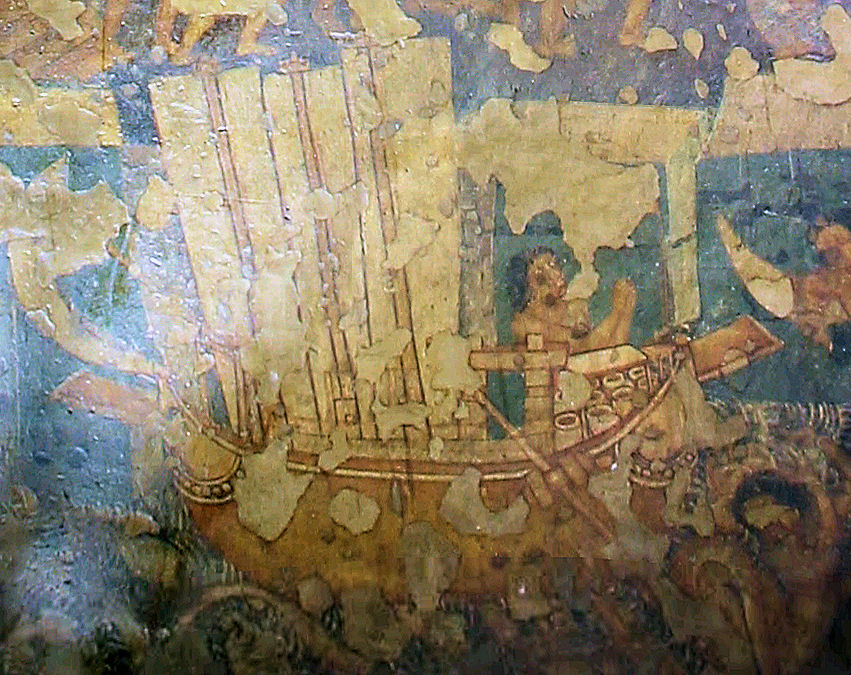
سفينة شراعية ذات ثلاثة أعمدة من حوالي القرن الخامس

يعود تَارِيخ الهند البحري إلى فن الملاحة خِلال حضارة وادي السند قَبل 6 ألف عام،  وقد سجل كتاب «سجل بحار كوتش» من القرن التَّاسِع عشر أن أول حوض مد وجزر في الهند بُني في لوتهال في عام 2300 قَبل الميلاد خِلال حضارة وادي السند، وَكَان موقعه بالقرب من «ميناء مانجرول» الحاليّ على ساحل جوجارات، ويُنسب «ريج فيدا» الفضل في معرفة طرق المُحِيط إلى إله الماء (فارونا) وَالمُحِيط السماوي الهندوسي،  ويصف اِستِخدام الهنود للسفن ذَات المجاديف في الحملات البحريَّة،  وقد سُجل أول اِستِخدام لبوصلة البحارة المسماة «ماتسيا يانترا» في نَحو السنة الرابعة والخامسة بَعد الميلاد.

أراضي تشولا خلال راجندرا تشولا الأول في حوالي 1030

بنى الإسكندر الأكبر خِلال احتلاله للهند ميناء في باتالا، وعلى متن السفن الَّتِي بنيت في السند انسحب جيشه إلى بلاد مَا بَين النهرين، وتظهر السجلات أن إمبَراطور موريا تشاندراغبت موريا أنشأ قسمًا أميراليًا تحت إشراف المشرف على السفن كجزء من مَكتَب الحرب، وسجل عدَّة مؤرخين من الهند القديمة العلاقات التجاريَّة الهنديَّة مَع البُلدان الأُخرى البعيدة مِثل جاوة، وسومطرة. وطرق التِجَارَة في المُحِيط الهَادِئ وَالمُحِيط الهندي، وعلاقات الهند التجاريَّة مَع الإغريق والرومان، وذكر المؤرخ الرومانيّ بلينيوس الأكبر أن التجار الهنود حصلوا على كميات كَبِيرَة من الذهب والفضة من روما، مُقابِل الجلود والأحجار الكريمة والملابس والنيلي وخشب الصندل والأعشاب والعطور والتوابل.
خِلال الفَترَة من 5 إلى 10 بَعد الميلاد، غزت «إمبِرَاطُورِيَّة كالينجا الغَربيَّة» جاوا وسومطرة وملايا، ومثلت جَزَر أندامان ونيكوبار نقطة توقف مهمة للسفن التجاريَّة أَثناء إبحارها إلى هَذِه الدُّوَل وإلى الصين، وَخِلَال الفَترَة من 844 إلى 848م يتوقع المُؤرخون أن تصل الإيرادات اليومية من الذهب من هَذِه الدُّوَل إلى حوالي «200 من» مَا يُعادل 8 طن متري (7.9 طن كبير؛ 8.8 طن صغير)، وَخِلَال الفَترَة من 984 إلى 1042 بَعد الميلاد في عهد رجا راجا تشولا الأول، وراجيندرا تشولا الأول، و«كولوثونجا تشولا الأول»، استولت حملة بَحرِيَّة لأسرة تشولا على أراضي بورما وسومطرة وسريلانكا ومالايا وقمعت أَنشطة القرصنة الَّتِي قام بِهَا أمراء الحرب في سومطرة.
تدهورت القوَّة البحريَّة الهنديَّة بحلول نهاية القرن الثالث عشر، ووصلت إلى أدنى مستوياتها عِند احتلال البرتغاليّون للهند، وأسفرت حرب بَحرِيَّة في 1529 في ميناء بومباي عَن استسلام ثين وكارانجا وباندورا، وبحلول عام 1534 سيطر البرتغاليّون على «ميناء بومباي» بشكل كامل، وتحدىسامريون كاليكوت التِجَارَة البرتغاليَّة عَندَمَا رفضَ فاسكو دا غاما دَفع الرسوم الجمركيَّة وفقًا لاِتِفاقِيَّة التِجَارَة، وأدى ذَلِك لاندللاع حربين بحريتين كبيرتين، كَانَت الأولى «معركة كوشين» في عام 1504، والثانيَّة في 1508 قبالة ديو، وكشفت هاتان المعركتان عَن ضعف القوَّة البحريَّة الهنديَّة وساعدت البرتغاليّون في السيطرة على المياه الهنديَّة.
في أواخر القرن السابع عشر، أنتعشت القوَّة البحريَّة الهنديَّة، وتحالفت سلطنة مغول الهند و«سيديس جانجيرا» كقوة رئيسيَّة على الساحل الغربيّ، وعلى الجبهة الجنوبيَّة، بدأَ شاتراباتي شيفاجي مهراج ملك إمبِرَاطُورِيَّة المراثا الأول ببناء أسطوله الخاصّ، وبقي أسطوله بعيدًا عَن ساحل كونكان، وتدهور الأُسطول بَعد وفاة أنجري عام 1729.

### النشأة في 1612 إلى الاستقلال

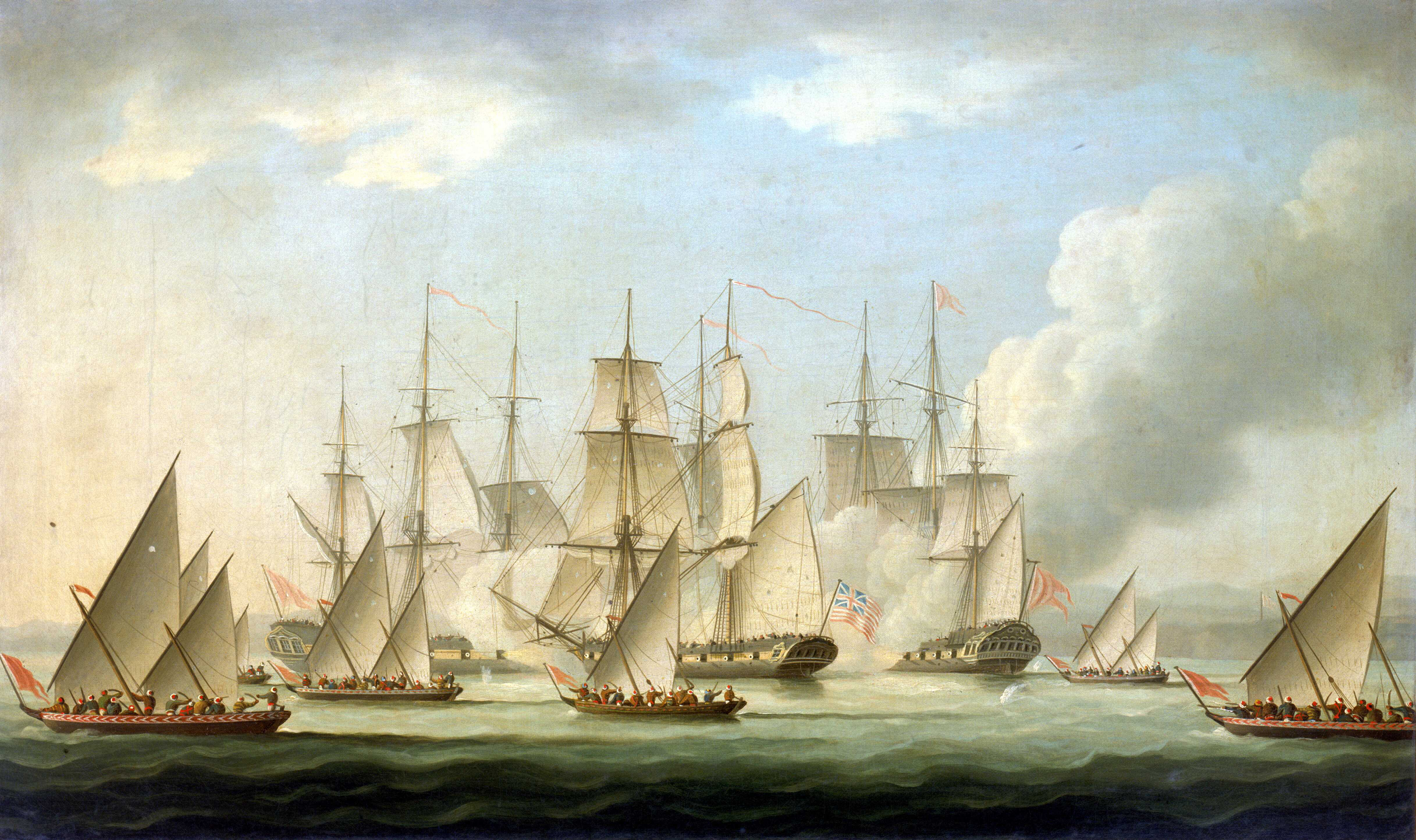
تصوير لهجوم مارثا البحري في عام 1812 ضد سفينة شركة الهند الشرقية «أورورا»

أنشأت شركة الهند الشرقية قوة بَحرِيَّة في 1612 في ساحل غوجارات لِمُوَاجَهَة القراصنة ولحماية السفن التجاريَّة بعدما تعرضت قوة برتغاليَّة لسفينة إنجليزيَّة بِقيادة «الكابتن بست»، ووصل السرب الأول من السفن المُقاتلة إلى ساحل ولاية غوجارات في 5 سبتمبر 1612، لحماية السفن التجاريَّة البريطانيَّة قبالة خليج كامباي وحتَّى نهري نارمادا وتابتي، وتوّسعت مسؤولية القوَّة البحريَّة مَع توسع سيطرة شّركَة الهند الشرقيَّة على أجزاء مختلفة من الهند.
في عام 1686 غُير اسم الذراع البحريَّة التابع لِشَرِكَة الهند الشرقيَّة إلى «بومباي مارين»، واشتبكت البحريَّة في بومباي مَع السفن الهولنديّة والفرنسيَّة والماراثا وسيدي، وشاركت في الحرب الأنجلو بورميَّة الأولى في 1824، وَفِي عام 1834 أصبَحَت مشاة البحريَّة في بومباي تُدعى «البحريَّة الهنديَّة لصاحبة الجلالة»، وانخرطت في حرب الأفيون الأولى عام 1840، وَفِي الحرب الأنجلو بورميَّة الثانيَّة في عام 1852، وَفِي 1863 أُعيد تسميتها إلى «مشاة بَحرِيَّة بومباي»، ولاحقًا أُعيد الاسم السَّابِق مرَّة أُخرى وأطلق عَلَيهَا اسم «البحريَّة الهنديَّة صاحبة الجلالة» في 1877، عمِلَت البحريَّة في قسمين هما «القسم الشرقي» في كلكتا بإشراف مشرف خليج البنغال، و«القسم الغربيّ» في بومباي المشرف على بحر العرب،  وَفِي عام 1892 أُعيد تسميتها إلى «البحريَّة الملكيّة الهنديَّة»، وبحلول نهاية القرن التَّاسِع عشر تكون أسطولها من أَكثَر من خمسين سفينة، وقد شَارَكت في الحرب العالميَّة الأولى بأسطول من سفن الدوريَّات وناقلات القوات وكاسحات الألغام،  وَفِي عام 1934 أصبَحَت قوة بَحرِيَّة كَامِلَة ومُنحت ألوان الملك تقديراً لخدماتها للتاج البريطانيّ.
كَانَت البحريَّة الهنديَّة الملكيّة تتألَّف من خمس سفن حربية، و«سفينة مسح واحدة»، و«سفينة مستودع»، و«سفينة دورية»، و«زوارق صغيرة متنوعة»، وبلغ قوام أفرادها 114 ضابطا و1732 بحارًا،  وزادت من عدد سفنها وأفرادها باندلاع الحرب العالمية الثانية، وبحلول يونيو 1940 ضاعفت قوتها من الأَفرَاد والسفن، وزادت لنحو ستة أضعاف قوتها بحلول 1942،  وشاركت في مُختلف العمليَّات أَثناء الحرب العالمية الثانية في جَمِيع أنحاء العَالَم بشكل عام، وحول المُحِيط الهندي بشكل خاصّ، وتَضمّنَت مشاركاتها مرافقة القوافل، وكسح الألغام والإمداد، ودعم الهجمات البرمائيَّة.

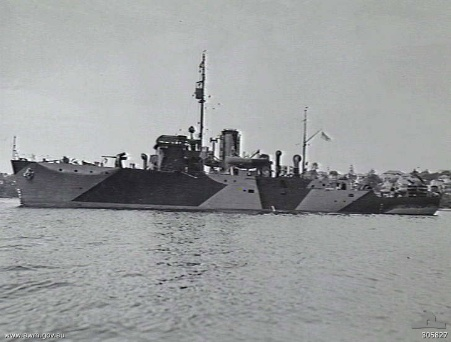
سفينة «إتش إم آي إس بومباي» التابعة للبحرية الملكية الهندية في ميناء سيدني خلال الحرب العالمية الثانية

بَعد توقف الأَعمَال العدائيَّة في أغسطس 1945، توسعت البحريَّة الملكيّة الهنديَّة إلى قوة يزيد عدد أفراد عَن 25 ألف ضابط وبحار، ويتكوَّن أسطولها من سبع سفن شراعية، وأربع فرقاطات، وأربع طرادات، وأربعة عشر كاسحة ألغام، وستة عشر سفينة صيد، وسفينتين احتياط، وثلاثون سفينة مُسَاعَدَة، ومائة وخمسين مركبة إنزال، ومائتي سفينة ميناء. وقد تكبدت خِلال الحرب العالمية الثانية نَحو 257 ضحية منهم قتلى وجرى ومفقودين في المعركة،  وحصل ضباط البحريَّة على الأوسمة لدورهم في الحرب،  وَبَعد توقف الحرب سرحت البحريَّة العديد من الأَفرَاد والسفن.
مُنذ نشأتها، أعرب بَعض كبار السياسيين الهنود عَن مخاوفهم بِشَأن خضوع البحريَّة للبحرية الملكيّة البريطانيَّة في الجوانب المهمة،  حيثُ لَم يكن فِيهَا ضباط هنود،  وظلت يهيمن عَلَيهَا الضباط البريطانيُّون،  وعانى أفراد الجيش الوطني الهندي السَّابِق من التمييز العنصريّ، والمُحاكمات المستمرّة، وَعَدَم كفايةً مستويات التَّدرِيب والانضباط، وسوء الاِتِصَال مَع الضباط، مَا أدَّى لتمرد في «البحريَّة الملكيّة الهنديَّة» في عام 1946،  وقد شَارَك في الإضراب 78 سفينة، و20 مؤسَّسة ساحلية، و20 ألف بحار، في مُعظم أنحاء الهند، انتشرت الاضطرابات من السفن البحريَّة إلى الطلاب والعاملين في بومباي، وَفِي النهاية فشلَ الإضراب لعدم تلقيه الدعم المُنَاسِب من الجيش الهندي أو من القادة السياسيين في الكونجرس أو الرابِطَة الإسلاميَّة،  وَفِي 21 يوليو 1947 أصبَح كلّ من «إتش إم سي شودري» و«بهاسكار ساداشيف سومان»، أول ضباط هنود يرقون لرتبة نقيب، ولاحقًا قاد شودري «القوات البحريَّة الباكستانيَّة»، بينما قاد بهاسكار «القوات البحريَّة الهنديَّة».

### الاستقلال حتى نهاية القرن العشرين
بَعد الاستِقلال وتقسيم الهند في 15 أغسطس 1947، تم تقسيم أسطول سفن البحريَّة الهنديَّة الملكيّة المستنفد والموظَّفين المتبقين بَين دومينيون الهند المُستقلَّة حديثًا ودومينيون باكستان، وقد اختار 21% من كادر ضباط البحريَّة، و47% من بحارتها الانضمام إلى أسطول باكستان الَّذِي أصبَح «البحريَّة الملكيّة الباكستانيَّة»، بينما تألَّف أسطول «دومينيون الهند» من 32 سفينة و 11 ألف فرد، وتقاعد جَمِيع الضباط البريطانييّن إجباريًا، ورُقي الضباط الهنود ليحلوا محلهم،  وبسبب قلة الخبرة لَدَى الضباط الهنود، دعت البحريَّة الهنديَّة الحديثة عدد من كبار الضباط البريطانييّن لمواصلة الخِدمَة في البحريَّة الهنديَّة الملكيّة،  وترأّس الأدميرال «جون تالبوت سافيناك هول» البحريَّة كأول قائد بَعد الاستِقلال،  وَفِي يناير 1948 أصبَح «دي إن موخيرجي» أول ضابط هندي في البحريَّة الهنديَّة الملكيّة يُرقى إلى رتبة نقيب مهندس بالإنابة،  وَفِي مايو 1948 أصبَح الكابتن «أجيتيندو تشاكرافيرتي» أول ضابط هندي يُرقى إلى رتبة عميد،  وأسقطت الهند كلمة «الملكيّة» من اسم البحريَّة عَندَمَا تحولت إلى جُمهُورِيَّة في 26 يناير 1950، واعتمدت اسم «البحريَّة الهنديَّة»، وغُيرت بادئة السفن البحريَّة من «السفينة الهنديَّة صاحبة الجلالة» (HMIS) إلى «السفينة البحريَّة الهنديَّة» (INS).

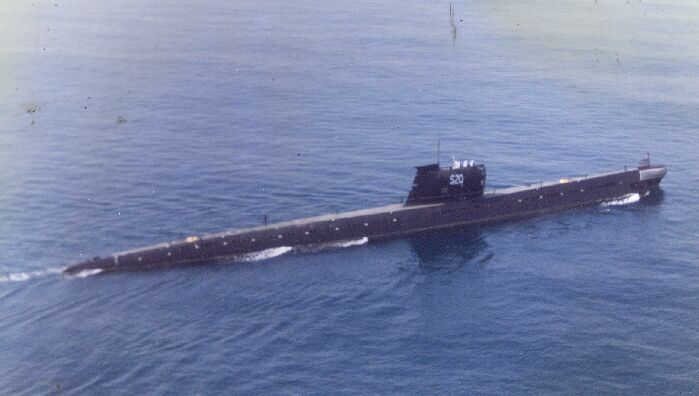
لعبت غواصة "آي إن إس كورسورا" الهندية دورًا حيويًا في الحرب الهندية الباكستانية عام 1971

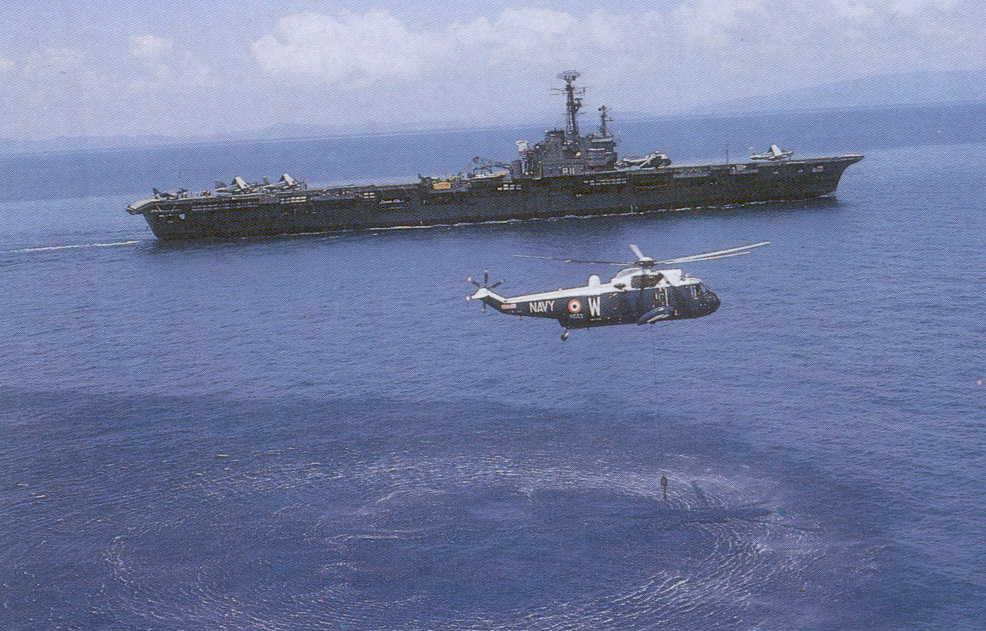
حاملة الطائرات "آي إن إس فيكرانت" خلال الحرب الهندية الباكستانية عام 1971، حيث لعبت السفينة دورًا مهمًا في فرض الحصار البحري على شَرق باكستان لانتصار الهند خلال الحرب.

بحلول عام 1955 تغلبت البحريَّة على نَقص أفرادها،  وَخِلَال السنوات الأولى بَعد الاستِقلال استمر عدد من الضباط البريطانييّن في البحريَّة بسبب نَقل العديد من الضباط ذُوِي الخبرة إلى البحريَّة الملكيّة البريطانيَّة أو البحريَّة الباكستانيَّة،  وَكَان أول قائد عسكري في البحريَّة هُو الأدميرال السير «إدوارد باري» الَّذِي تولَّى القيادة في عام 1948 وسلمها إلى الأدميرال السير «تشارلز توماس مارك بيزي» في 1951، وأصبح الأدميرال بيزي أيضًا أول رَئِيس أركان البحريَّة في عام 1955، وخلفه نائب الأدميرال السير «ستيفن هوب كارليل» في العَام ذاته،  واستمرت وتيرة «إضفاء الطابع الهندي» خِلال الخَمسينِيَّات من القرن العِشرين، وبحلول 1952 بدأَ الضباط الهنود في شغل المناصب العليا في البحريَّة،  وبدأت البحريَّة تجري التدريبات الأساسيّة للطلاب البحريين في الهند في 1955،  وَفِي عام 1956 أصبَح «رام داس كاتاري» أول ضابط بالعلم الهندي، وعُين أول قائد هندي للأسطول في 2 أكتوبر،  وَفِي 22 أبريل 1958 تولَّى نائب الأدميرال كاتاري قيادة البحريَّة الهنديَّة كأول رَئِيس أركان هندي للبحرية الهنديَّة،  وأصبحت البحريَّة الهنديَّة هنديَّة بالكَامِل مَع رحيل آخر ضابط بريطاني مُعَار إلى البحريَّة عام 1962، وَهُو العميد البحري «ديفيد كيرك» رَئِيس الطَّيَرَان البحري.
كَان أول اشتباك للبحرية الهنديَّة ضدَّ البحريَّة البرتغاليَّة أَثناء تَحرِير غوا في 1961، حيثُ أَطلَقَت الهند «عَملِيّة فيجاي» بَعد سنوات من التَّوَتُّر المتصاعد ورفض البُرتغال التخلي عَن مُستعمراتها في الهند، وَخِلَال عَملِيّة فيجاي دعمت البحريَّة الهنديَّة عَمَليّات إنزال القوات وقدمت الدعم الناري، وأغرق الطراد «آي إن إس» زورق دورية برتغالي،  ودمرت فرقاطتي «آي إن إس بيتوا» و«آي إن إس دمر بيز» الفرقاطة البرتغاليَّة «إن آر بي أفونسو دي البوكيرك»،  وساهمت بدور دفاعي خِلال الحرب الصينيَّة الهنديَّة عام 1962 على جبال الهيمالايا.
عِند اندلاع الحرب الهنديَّة الباكستانيَّة عام 1965، كَانَت البحريَّة تملك حامِلَة طائرات واحدة، و19 مدمرة وفرقاطة، وناقلة واحدة، ومن بَين سفنها العشرون كَانَت عشر سفن قيد التجديد، أمَّا البقية فكانت تُشَارَك في دوريات ساحلية. وَخِلَال الحرب هاجمت البحريَّة الباكستانيَّة مَدِينَة دواركا الساحليَّة الهنديَّة، ونشرت الهند موارد بَحرِيَّة لِتَسيِير دوريات على الساحل وردع المَزِيد من القصف،  وَبَعد الحرب قرَّرت الهند تَعزِيز قُدرَة قواتها المسلَّحة.
ظهر التغيّر الكبير في قُدرات البحريَّة الهنديَّة خِلال الحرب الهنديَّة الباكستانيَّة عام 1971، تحت قيادة الأدميرال «سارداريلال ماتراداس ناندا»، ونجحت البحريَّة في فرض حصار بحري على غَرب وشرق باكستان،  وشنت المدمرة «آي إن إس راجبوت» هجوم على الغواصة الباكستانيَّة الوحيدة بعيدة المدى «بي إن إس غازي» وأغرقتها قبالة سواحل فيساخاباتنام في مُنتَصَف ليل 3-4 ديسمبر 1971.
وَفِي 4 ديسمبر 1971 نفذت البحريَّة الهنديَّة «عَملِيّة ترايدنت» على مَقَر البحريَّة الباكستانيَّة في كراتشي وأغرقت كاسحة ألغام، ومدمرة، وسفينة توريد ذخيرة، وألحقت أضرار بمدمرة أُخرى وخزانات نفط في ميناء كراتشي. واتخذت البحريَّة تَارِيخ 4 ديسمبر كيوم للبحرية الهنديَّة،  وشنت «عَملِيّة بايثون» في 8 ديسمبر لتقليل قُدرات البحريَّة الباكستانيَّة. وتمكّنت «بي إن إس هانجور» الباكستانيَّة من إغراق الفرقاطة الهنديَّة «آي إن إس خوكري»، بينما تضررت «آي إن إس كيربان» على الساحل الغربيّ. وفرضت حامِلَة الطائرات في خليج البنغال «آي إن إس فيكرانت» حصار بحري على شَرق باكستان، وأغرقت طائرات «هوك سي» وطائرات أليزي العديد من الزوارق الحربية والسفن البحريَّة التجاريَّة الباكستانيَّة،  وأرسلت الوَلاَيات المتَّحدة «الفرقة 74» المُتمركزة حول حامِلَة الطائرات يو إس إس إنتربرايز في خليج البنغال لإثبات تضامنها مَع باكستان، وتبعتها غواصات تَابِعَة للبحرية السوفيتيّة واجبرتها على الاِبتِعاد عَن المُحِيط الهندي باتجاه جَنُوب شَرق آسِيَا،  وأوقف الحصار البحري إمداد التعزيزات للقوات الباكستانيَّة، وتسببت في هزيمتها.
ولعبت البحريَّة الهنديَّة أدوارًا مهمة لِلحِفَاظ على السّلام في اَلمِنطَقَة، حيثُ خططت في 1983 لعملية لال دورًا لدعم حكومة موريشيوس ضدَّ الانقلاب،  وَفِي عام 1986 أحبطت «عَملِيّة الزهور تتفتح» مُحاوَلة انقلاب في سيشل،  وأحبطت «عَملِيّة الصبار» انقلاب في جَزَر المالديف في عام 1988،  ونشرت أسطولها الغربيّ خِلال حرب كارجيل في 1999 في شَمَال بحر العرب، كجزء من عَملِيّة تالوار،  ونفذ طيارو البحريَّة الهنديَّة طلعات جوية وشاركت قوات الكوماندوز البحريَّة مَع أفراد الجيش الهندي في جبال الهيمالايا.
في أكتوبر 1999 حررت البحريَّة مَع خفر السَّواحل الهندي السفينة اليابانيّة «إم في الوندرا رينبو» من القراصنة.

### القرن الحادي والعشرون

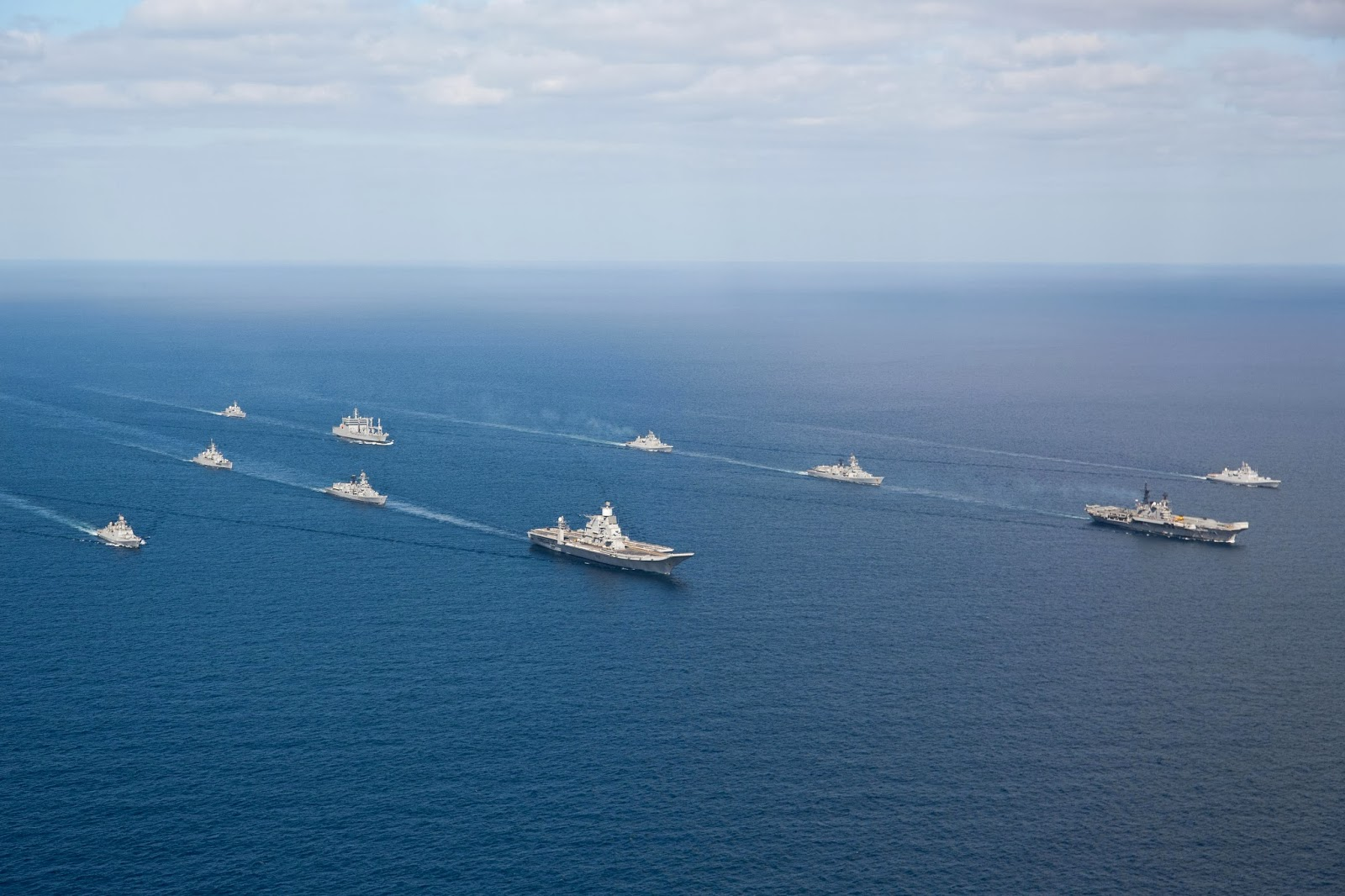
أسطول البحرية الهندي يتضمن حاملة الطائرات "آي إن إس فيرات" و"آي إن إس فيكراماديتيا" في عام 2014

لعبت البحريَّة الهنديَّة دورًا مهمًا في الحفاظ على السّلام في الهند على الجبهة البحريَّة في القرن الحادي وَالعَشرَين، على الرغم من حالَة التحريض جوارها، وقدمت أَعمَال إغاثة الإنسانيَّة خِلال الكَوَارِث الطَّبيعية والأَزمات في جَمِيع أنحاء العَالَم، وحافظت على طرق التِجَارَة البحريَّة الهنديَّة حرة ومفتوحة.
كَانَت البحريَّة الهنديَّة جُزءًا من مناورات القوات المُشتركة «عَمَلِيَّة باراكرام» خِلال الأزمة بَين الهند وباكستان 2001-2002، ونشرت الهند أَكثَر من اثنتي عِشرَة سفينة حربية في شَمَال بحر العرب،  وَفِي أكتوبر تولت عَمَليّات تأمين مضيق ملقا للتخفيف من موارد البحريَّة الأمريكيَّة لعملية الحرية الدَّائِمَة.
تلعب البحريَّة دورًا مهمًا في تَقديم الإغاثة الإنسانيَّة خِلال الكَوَارِث الطَّبيعية مِثل الفيضانات والأعاصير وأمواج تسونامي، وقدمت أَعمَال إغاثية ضخمة في أعقاب زلزال المُحِيط الهندي وتسونامي عام 2004 لمساعدة الوَلاَيات الهنديَّة المُتضررة وَكَذَلِك جَزَر المالديف وسريلانكا وإندونيسيا، ونشرت أَكثَر من 27 سفينة، وعشرات من طائرات الهليكوبتر ونحو ست طائرات ثابتة الجناحين، وأكثر من 5000 من أفراد البحريَّة،  وأطلقت على عملياتها الاغاثية اسم «عَمَلِيَّة ماداد» في ولاية أندرا براديش وتاميل نادو، و«عَمَلِيَّة أمواج البَحر» في جزر أندمان ونيكوبار، و«عَمَلِيَّة كاستور» في جَزَر المالديف، و«عَمَلِيَّة قوس قزح» في سريلانكا، و«عَمَلِيَّة غامبير» في إندونيسيا الَّتِي نفذتها في أعقاب تسونامي المُحِيط الهندي عام 2004،  وكانت أكبر وأسرع انتشار قامت بِه البحريَّة الهنديَّة، حيثُ وصلت سفن وفرق الإنقاذ البحريَّة الهنديَّة إلى الدُّوَل المُجاورة في أقل من 12 ساعة من وَقت وُقُوع كارثة تسونامي،  وَبَعد العملية، اتخذت الحُكومة قرار بِتَعزِيز قُدرات القوَّة البرمائيَّة، واستحوذت على أحواض سفن النَّقل البرمائيّ مِثل «آي إن إس جلشوة»، وأحواض أُخرى صغيرة.

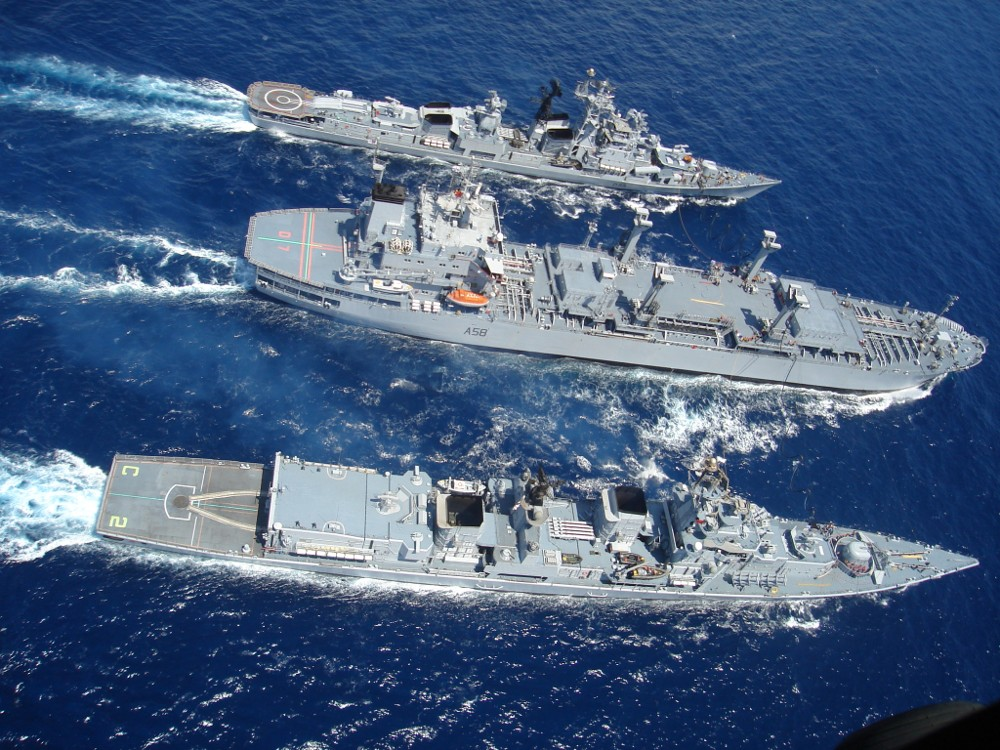
من أعلى إلى أسفل: "آي إن إس رانجيت"، و"آي إن إس جيوتي"، و"آي إن إس ميسور"

خِلال الصِراع الإسرائِيلي اللُبناني عام 2006، أَطلَقَت البحريَّة الهنديَّة عملية الارتياح لإجلاء 2280 شخص خِلال الفَترَة من 20 إلى 29 يوليو 2006 كَان من بَينِهُم 436 سريلانكي، و69 نيبالي، و7 لبنانيين،  وَفِي عام 2006 خدم أطباء البحريَّة الهنديَّة لمدَّة 102 يومًا على متن سفينة "USNS Mercy" لاجراء معسكرات طبية في الفلبين وبنغلاديش وإندونيسيا وتيمور الشرقيَّة. وَفِي عام 2007 دعمت البحريَّة الهنديَّة عَمَليّات الإغاثة للناجين من «إعصار سيدر» في بنغلاديش،  وَفِي عام 2008 كَانَت البحريَّة الهنديَّة الأولى في عَمَليّات الإغاثة الدوليَّة لضحايا إعصار نرجس في ميانمار،  ونشرت «آي إن إس طبر»، و«آي إن إس ميسور» في خليج عدن لِمُكَافَحَة القرصنة في الصومال في 2008. حيثُ منعت «آي إن إس طبر» العديد من محاولات القرصنة، ورافقت مئات السفن عبر المياه الَّتِي يَنتَشِر فِيهَا القراصنة،  كما نشرت دوريات لِمُكَافَحَة القرصنة بالقرب من سيشيل.

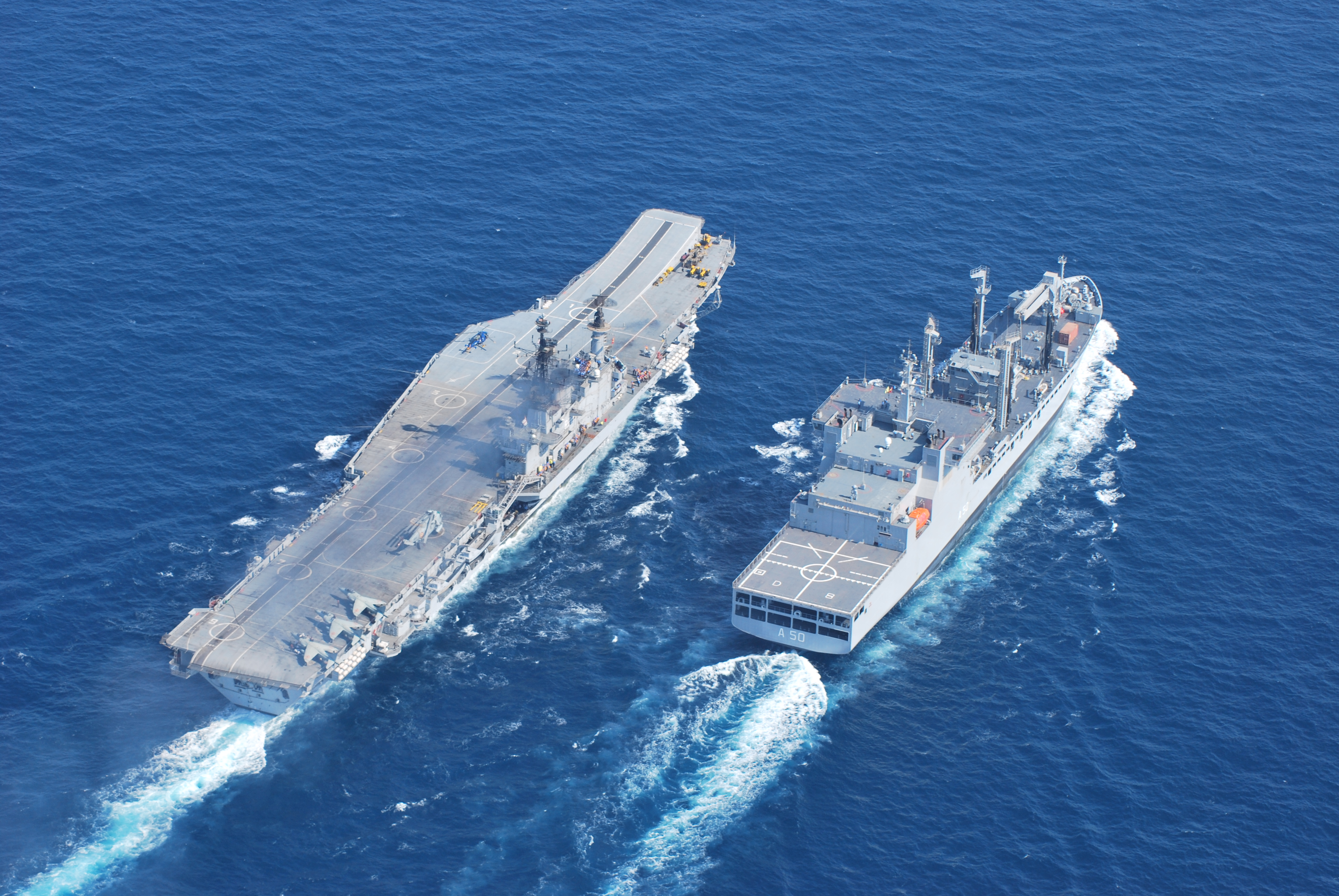
"آي إن إس فيرات" تقترب من "آي إن إس ديباك" للتجديد في البحر

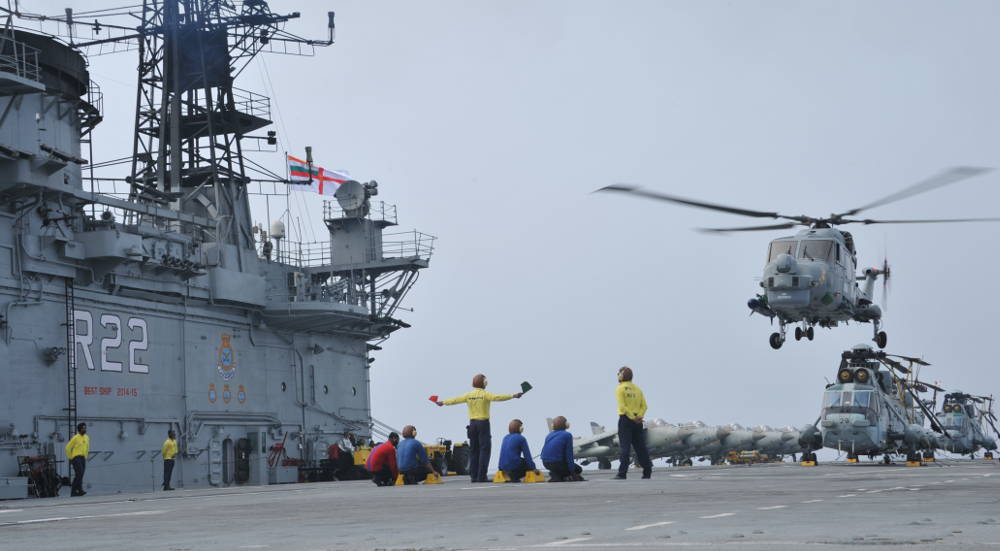
مروحيات ويستلاند سي كينغ على متن «آي إن إس فيرات»

في فبراير 2011 أَطلَقَت البحريَّة الهنديَّة عَمَلِيَّة العودة الآمنة إلى الوطن وأنقذت المُواطنين الهنود من ليبيا خِلال الحرب،  وبين يناير ومارس أَطلَقَت البحريَّة «عَمَلِيَّة مراقبة الجزيرة» لردع محاولات القرصنة قبالة أرخبيل لكشديب،  وَخِلَال أزمة اليمن عام 2015 كَانَت البحريَّة الهنديَّة جُزءًا من عملية راهات حيثُ أجلت 3074 فردًا من بَينِهُم 1291 من الأجانب،  وَفِي 15 أبريل 2016 أحبطت طائرة دورية بعيدة المدى من طراز بوسيدون-8I هجوم للقراصنة على سفينة «سيزاي صلحة» التجاريَّة، والَّتِي كَانَت مستهدفة من قَبل سفينة للقراصنة وزورقين على بَعد نَحو 800 ميل بحري (1,500 كـم؛ 920 ميل) من مومباي.

### الدور الحالي
الدَّور الرَئِيسيّ للبحرية الهندية:
- العَمَل لردع أو هزيمة أي تهديدات أو عدوان ضدَّ أراضي الهند أو شعبها أو مصالحها البحريَّة، في الحرب والسّلام بِالاشتراك مَع القوات المسلَّحة الأُخرى للاتحاد.
- التأثير المَشرُوع في اَلمِنطَقَة البحريَّة ذَات الأهميَّة الهنديَّة، لِتَعزِيز الأهداف السياسيَّة وَالاِقتِصَادِيَّة وَالأُمنِيَّة للبلاد.
- ضَمَان حسن النِظَام والاِستِقرار في مَنَاطِق المسؤوليَّة البحريَّة الهنديَّة بالتَّعَاوُن مَع خفر السَّواحل الهندي.
- تَقديم المُساعدة البحريَّة (بِمَا في ذَلِك الإغاثة في حالات الكوارث) في الجوار البحري للهند.

## القيادة والتنظيم

### التنظيم
يشغل رَئِيس الهند مَنصِب القائد الأعلى للقوات المسلَّحة الهنديَّة، ويرأس الهيكل التنظيمي للبحرية الهنديَّة «رَئِيس الأركان البحريَّة» الَّذِي يحمل رتبة أدميرال،  ويُساعد رَئِيس الأركان البحريَّة «نائب رَئِيس الأركان البحريَّة»، ويرأس رَئِيس الأركان البحريَّة أيضًا المقر المتكامل لوزارة الدِفَاع (البحرية) ومقرها في نيودلهي، ويشغل مَنصِب «نائب أميرال» كلّ من «نائب رَئِيس الأركان البحريَّة»، و«رَئِيس شُؤُون الموظَّفين»، و«رَئِيس العتاد».
تشغل البحريَّة الهنديَّة أمرين عَمَليّات وقيادة تدريب واحدة، ويرأس كلّ قيادة «ضابط علم القائد العَام» برتبة نائب أميرال،  ولكل من القيادة الشرقيَّة والغَربيَّة أسطول بِقيادة أميرال خلفي، وَيَقوَد الأُسطول الغربيّ المتمركز في مومباي «ضابط علم قائد الأُسطول الغربيّ»، ويُدير الأُسطول الشرقي المتمركز في فيساخاباتنام «ضابط علم قائد الأُسطول الشرقي».
تُعد «قيادة أندامان ونيكوبار» قيادة موحدة للبحرية الهنديَّة، والجيش الهندي، وسلاح الجو، وقيادة مسرح خفر السَّواحل الهندي ومقرها في العاصِمَة بورت بلير. وقد أُنشئت في في جَزَر أندامان ونيكوبار في عام 2001.
| القيادة                  | المقر        | القائد                              |
| ------------------------ | ------------ | ----------------------------------- |
| القيادة البحريَّة الغَربيَّة  | مومباي       | نائب الأميرال "أجندرا بهادور سينغ". |
| القيادة البحريَّة الشرقيَّة  | فيساخاباتنام | نائب الأميرال "بيسواجيت داسغوبتا".  |
| القيادة البحريَّة الجنوبيَّة | كوشي         | نائب الأميرال "إم أيه هامبيهولي".   |

| المنصب                              | شاغل المنصب                       |
| ----------------------------------- | --------------------------------- |
| رئيس أركان البحرية                  | أميرال آر. هاري كومار             |
| نائب رئيس الأركان البحرية           | نائب الأميرال ساتيش نامديو جورماد |
| نائب رئيس الأركان البحرية           | نائب الأميرال رافنيت سينغ         |
| رئيس شؤون الأفراد                   | نائب الأميرال دينيش كيه تريباثي   |
| رئيس العتاد                         | نائب الأميرال سانديب النيثاني     |
| مدير عام الخدمات الطبية             | نائب الأميرال نافين تشولا         |
| المفتش العام للسلامة النووية        | نائب الأميرال إس في بوكاري        |
| مراقب إنتاج السفن الحربية واقتنائها | نائب الأميرال كيران دشموخ         |
| مراقب خدمات شؤون الموظفين           | نائب الأميرال سوراج بيري          |
| المدير العام لمشروع سيبيرد          | نائب الأميرال بونييت كومار باهل   |
| مدير عام العمليات البحرية           | نائب الأميرال راجيش بنداركار      |
| مراقب اللوجستيات                    | نائب الأميرال ديباك كابور         |

### المُنشآت
تتواجد قَوَاعِد البحريَّة الهنديَّة التشغيلية والتَّدرِيبِيَّة في غوجارات، وكارناتاكا، وغوا، ومهاراشترا، ولكشديب، وكيرالا، وأوديشا، وتاميل نادو، وأندرا براديش، وغرب البنغال، وجزر أندامان ونيكوبار، وهي قَوَاعِد مُخصصة لأغراض مختلفة مِثل الدعم اللوجستي والصيانة، ودعم الذخيرة، والمحطات الجوية، والمُستشفيات، وقواعد قوة الكوماندوز البحريَّة (ماركوس)، والدِفَاع الساحلي، والدِفَاع الصاروخي، وقواعد الغوّاصات والصَّواريخ، وقواعد العمليَّات الأماميّة، وَغَيرَهَا. وتُعد قاعدة «آي إن إس شيفاجي» من أقدم القَوَاعِد البحريَّة في الهند، حيثُ كُلفت في فبراير 1945 بِاِسم «إتش إم آي إس شيفاجي»، وفيها الآن مَقَر «مؤسَّسة التَّدرِيب الفني الأولى» التَّابِعَة للبحرية الهنديَّة.
في مايو 2005 شيدت البحريَّة الهنديَّة قاعدة «آي إن إس كادامبا» في كاروار على بَعد 100 كيلومتر (62 ميل) من غوا،  في إِطار المَرحَلَة الأولى من مَشرُوع «سيبيرد»،  كما تمتلك البحريَّة الهنديَّة حُقوق الإرساء في عُمان وفيتنام،  وتُدير البحريَّة محطّة مراقبة مزودة بالرادارات ومعدات المُراقبة لاعتراض الاتّصالات البحريَّة في مدغشقر، كما تُخطط لبناء 32 محطّة رادار أُخرى في سيشيل وموريشيوس وجزر المالديف وسريلانكا، ويُعتقد أن البحريَّة تشغل مَوقِع تنصت في رأس الحد في سلطنة عمان على الجانب الآخِر من ميناء جوادر في بلوشستان الباكستانية، ويفصل بينها مَا يقرب من 400 كيلومتر (250 ميل) من بحر العرب.
تُشغل البحريَّة مُنشأة «آي إن إس كتّابمان»، وهي مُنشأة لنقل التردّدات شديدة الانخفاض والتردّدات متطرفة الانخفاض في مِنطَقَة «فيجايانارايانابورام» بالقرب من تيرونلفلي في تاميل نادو،  وتملّك قوة الكوماندوز البحريَّة قاعدتان وهما «آي إن إس أبهيمانيو»، و«آي إن إس كارنا».
مَشرُوع «فارشا» هو مَشرُوع سري للغاية أجرته البحريَّة الهنديَّة لبناء قاعدة عالية التقنيَّة تَابِعَة للقيادة البحريَّة الشرقيَّة، ويُقال إنها تضم غواصات نووية ومنشأة للترددات المُنخفضة جداً.

### التدريب

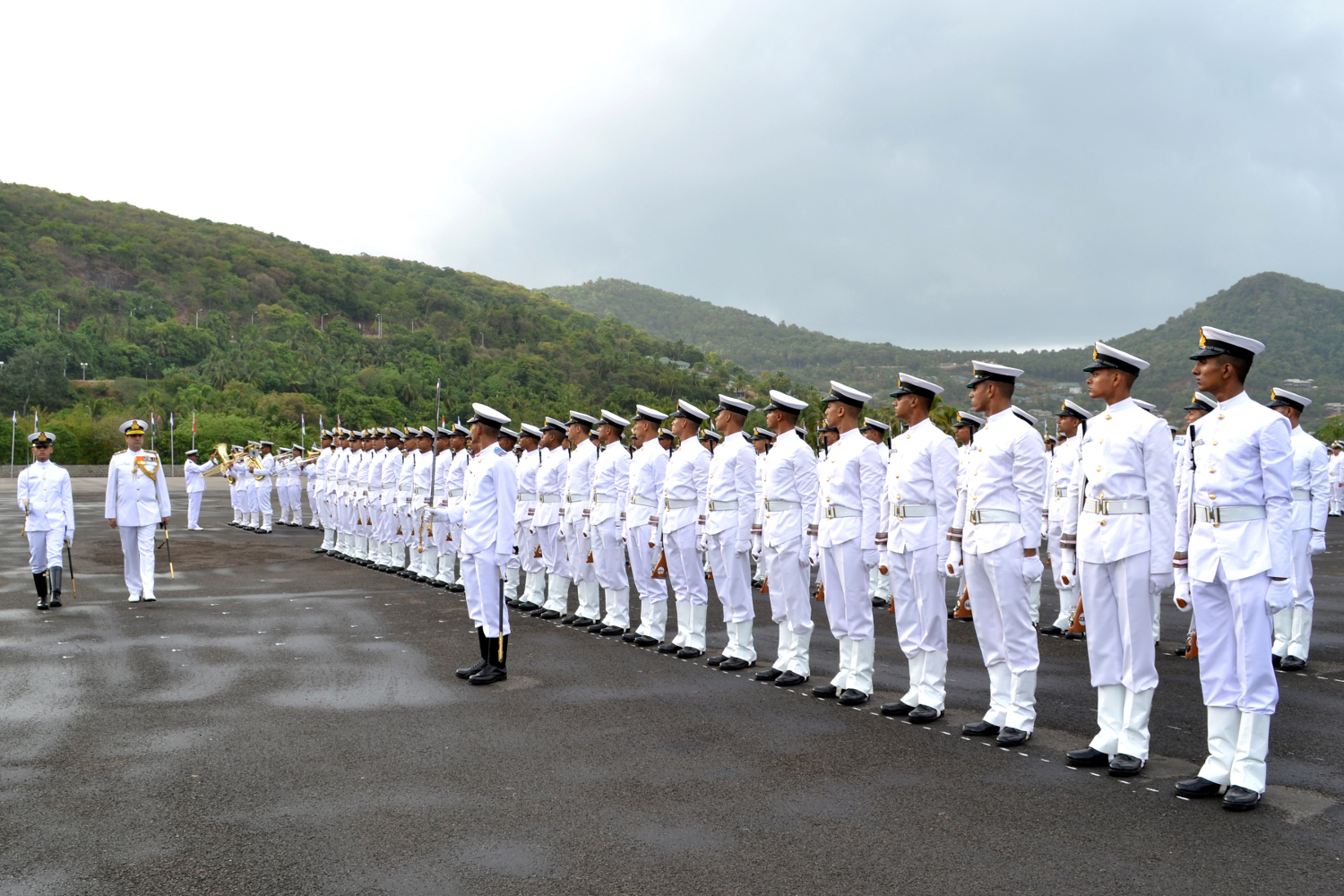
حرس الشرف في الأكاديمية البحرية الهندية في 2012

تُعتبر «قيادة التَّدرِيب» هي القيادة المسؤولة عَن التنظيم والإجراء والإشراف على جَمِيع التدريبات الأساسيّة والمهنيَّة والمُتخصِصة في جَمِيع أنحاء البحريَّة، والقائد العَام لقيادة التَّدرِيب هُو «القائد العَام للقيادة الجنوبيَّة»، ويتولَّى «رَئِيس شُؤُون الأَفرَاد» مسؤولية إِطار التَّدرِيب في المقر الرَئِيسيّ للبحرية الهنديَّة، ويُمارس المسؤوليَّة من خِلال مديرية التَّدرِيب البحري،  تبدأ سنة تدريب البحريَّة الهنديَّة من 1 يوليو إلى 30 يونيو من العَام التالي.
تأسّست «الأكاديميّة البحريَّة الهنديَّة» في عام 2009، ويتدرب ضباطها في إزهمالا على ساحل ولاية كيرالا، وهي أكبر أكاديميَّةً بَحرِيَّة في آسِيَا،  وتمتلك البحريَّة في العديد من القَوَاعِد البحريَّة مؤسسات تدريب متخصصة للمدفعيَّة والطَّيَرَان والقيادة واللوجستيات والمُوسيقى والطب والتَّدرِيب البدني والتَّدرِيب التربوي والهندسة والهيدروغرافيا والغوّاصات وَغَيرَهَا،  ويَحضُر ضباط البحريَّة أيضًا إلى مؤسسات الخِدمَة الثلاثيّة وهي «كلية الدِفَاع الوطنيّ»، و«كلية إِدَارَة الدِفَاع»، و«كلية أركان خِدمات الدِفَاع» لتلقي دورات أركان مختلفة لتعيينات القيادة والأركان العليا،  ويُوجد جناح مخصص للهندسة المعماريّة البحريَّة تحت إِدَارَة الهندسة البحريَّة في المعاهد الهنديَّة للتكنولوجيا،  كما تُدرب البحريَّة الهنديَّة ضباط أساطيل الدُّوَل الأجنبيَّة الصديقة.

### الرتب
اعتبارًا من يوليو 2017، فَقَد تكونت صفوف البحريَّة الهنديَّة من 10,393 ضابط، و56,835 بحار، وقوة احتياطية مكونة من 11,827 ضابط، و71,656 بحار،  ويشمل ذَلِك الطَّيَرَان البحري، والقوات الخاصّة البحريَّة، وأفراد «ساجار براري بال».

#### الضباط
تستخدم الهند رتبة ضابط البحريَّة في أسطولها البحري، ويحمل جَمِيع الضباط الرتبة عِند دخولهم الأكاديميّة البحريَّة الهنديَّة، وَعِند التخرج من الأكاديميّة يتم تقليدهم برتبة ملازم ثاني.
تُعتبر رتبة «أميرال الأسطول» رتبة شرفية وهي مُخصصة للاستخدام في زمن الحرب، وَلَم تُمَنح لِأَيّ ضابط في البحريَّة الهنديَّة حتَّى الآن.
يُعتبر «رَئِيس الأركان البحريَّة» الَّذِي يحمل رتبة أميرال، أعلى رتبة ضابط بحري في الهيكل التنظيمي.
|                               | الضباط وضباط العلم            | الضباط وضباط العلم | الضباط وضباط العلم | الضباط وضباط العلم       | الضباط وضباط العلم       | الضباط وضباط العلم     | الضباط وضباط العلم     | الضباط وضباط العلم | الضباط وضباط العلم | الضباط وضباط العلم | الضباط الميدانيون وكبار الضباط | الضباط الميدانيون وكبار الضباط | الضباط الميدانيون وكبار الضباط | الضباط الميدانيون وكبار الضباط | الضباط الميدانيون وكبار الضباط | الضباط الميدانيون وكبار الضباط | صغار الضباط | صغار الضباط         | صغار الضباط         | صغار الضباط         | صغار الضباط  | صغار الضباط  | صغار الضباط  | صغار الضباط | ضباط متدربون | ضباط متدربون | ضباط متدربون | ضباط متدربون | ضباط متدربون | ضباط متدربون | ضباط متدربون | ضباط متدربون | ضباط متدربون | ضباط متدربون | ضباط متدربون | ضباط متدربون |
| ----------------------------- | ----------------------------- | ------------------ | ------------------ | ------------------------ | ------------------------ | ---------------------- | ---------------------- | ------------------ | ------------------ | ------------------ | ------------------------------ | ------------------------------ | ------------------------------ | ------------------------------ | ------------------------------ | ------------------------------ | ----------- | ------------------- | ------------------- | ------------------- | ------------ | ------------ | ------------ | ----------- | ------------ | ------------ | ------------ | ------------ | ------------ | ------------ | ------------ | ------------ | ------------ | ------------ | ------------ | ------------ |
| البحرية الهندية               |                               |                    |                    |                          |                          |                        |                        |                    |                    |                    |                                |                                |                                |                                |                                |                                |             |                     |                     |                     |              |              |              |             |              |              |              |              |              |              |              |              |              |              |              |              |
| أميرال الأسطول एडमिरल ऑफ़ द फ्लीट | أميرال الأسطول एडमिरल ऑफ़ द फ्लीट | أدميرال एडमिरल      | أدميرال एडमिरल      | نائب الأدميرال वाइस एडमिरल | نائب الأدميرال वाइस एडमिरल | أدميرال خلفي रियर एडमिरल | أدميرال خلفي रियर एडमिरल | عميد بحري कमोडोर     | عميد بحري कमोडोर     | كابتن कैप्टन         | كابتن कैप्टन                     | مقدم कमांडर                      | مقدم कमांडर                      | رائد लेफ्टिनेंट कमांडर                | رائد लेफ्टिनेंट कमांडर                | نقيب लेफ्टिनेंट                     | نقيب लेफ्टिनेंट  | ملازم ثاني सब-लेफ्टिनेंट | ملازم ثاني सब-लेफ्टिनेंट | ملازم ثاني सब-लेफ्टिनेंट | ضابط صف بحري | ضابط صف بحري | ضابط صف بحري |             |              |              |              |              |              |              |              |              |              |              |              |              |

#### الأفراد
تكون رتبة الأَفرَاد المبتدئين في البحريَّة الهنديَّة «بحار من الدرجة الثانيَّة»، ويترقى في الرتب ليصل إلى أعلى رتبة للأفراد المُجنَّدين وهي «رَئِيس ضباط الصف الأول من الدرجة الأولى».
| مَجمُوعَة الرتبة   | كبار ضباط الصف                 | كبار ضباط الصف                 | كبار ضباط الصف                 | كبار ضباط الصف                 | كبار ضباط الصف                 | كبار ضباط الصف                 | كبار ضباط الصف                 | كبار ضباط الصف                 | كبار ضباط الصف | كبار ضباط الصف | كبار ضباط الصف | كبار ضباط الصف | كبار ضباط الصف | كبار ضباط الصف | كبار ضباط الصف | كبار ضباط الصف | كبار ضباط الصف | كبار ضباط الصف | كبار ضباط الصف | كبار ضباط الصف | كبار ضباط الصف | كبار ضباط الصف | ضباط الصف المبتدئين | ضباط الصف المبتدئين | ضباط الصف المبتدئين | ضباط الصف المبتدئين | ضباط الصف المبتدئين | ضباط الصف المبتدئين | المُجنَّدين | المُجنَّدين | المُجنَّدين | المُجنَّدين | المُجنَّدين | المُجنَّدين | المُجنَّدين  | المُجنَّدين  |
| --------------- | ------------------------------ | ------------------------------ | ------------------------------ | ------------------------------ | ------------------------------ | ------------------------------ | ------------------------------ | ------------------------------ | -------------- | -------------- | -------------- | -------------- | -------------- | -------------- | -------------- | -------------- | -------------- | -------------- | -------------- | -------------- | -------------- | -------------- | ------------------- | ------------------- | ------------------- | ------------------- | ------------------- | ------------------- | -------- | -------- | -------- | -------- | -------- | -------- | --------- | --------- |
| البحرية الهندية |                                |                                |                                |                                |                                |                                |                                |                                |                |                |                |                |                |                |                |                |                |                |                |                |                |                |                     |                     |                     |                     |                     |                     |          |          |          |          |          |          | بدون رتبة | بدون رتبة |
| البحرية الهندية | رَئِيس ضباط الصف الأول، الدرجة 1 | رَئِيس ضباط الصف الأول، الدرجة 1 | رَئِيس ضباط الصف الأول، الدرجة 1 | رَئِيس ضباط الصف الأول، الدرجة 1 | رَئِيس ضباط الصف الأول، الدرجة 1 | رَئِيس ضباط الصف الأول، الدرجة 1 | رَئِيس ضباط الصف الأول، الدرجة 2 | رَئِيس ضباط الصف الأول، الدرجة 2 | رقيب أول       | رقيب أول       | رقيب           | رقيب           | رقيب           | رقيب           | رقيب           | رقيب           | رقيب           | رقيب           | رقيب           | رقيب           | رقيب           | رقيب           | عريف                | عريف                | عريف                | عريف                | بحار عادي           | بحار عادي           |          |          |          |          |          |          |           |           |

### سلاح الجو البحري

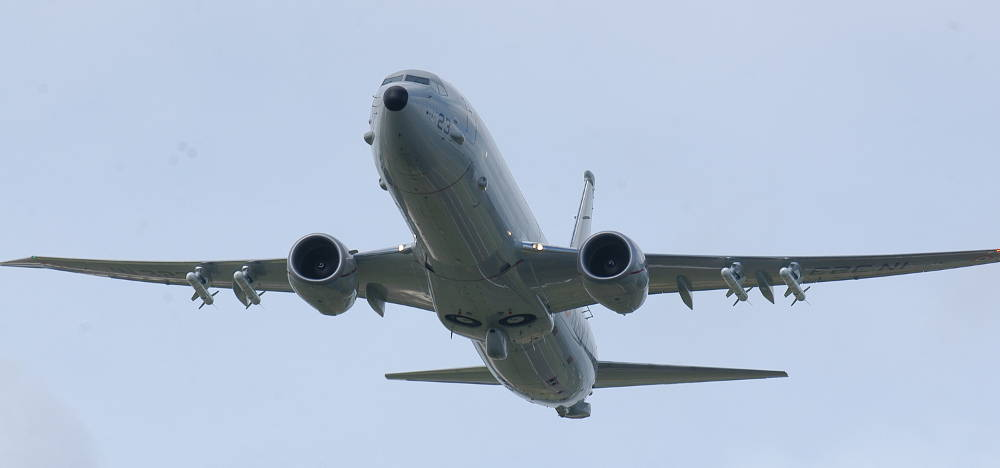
نشرت البحرية الهندية طائرات بوينغ بيه-8 بوسيدون في سيشيل

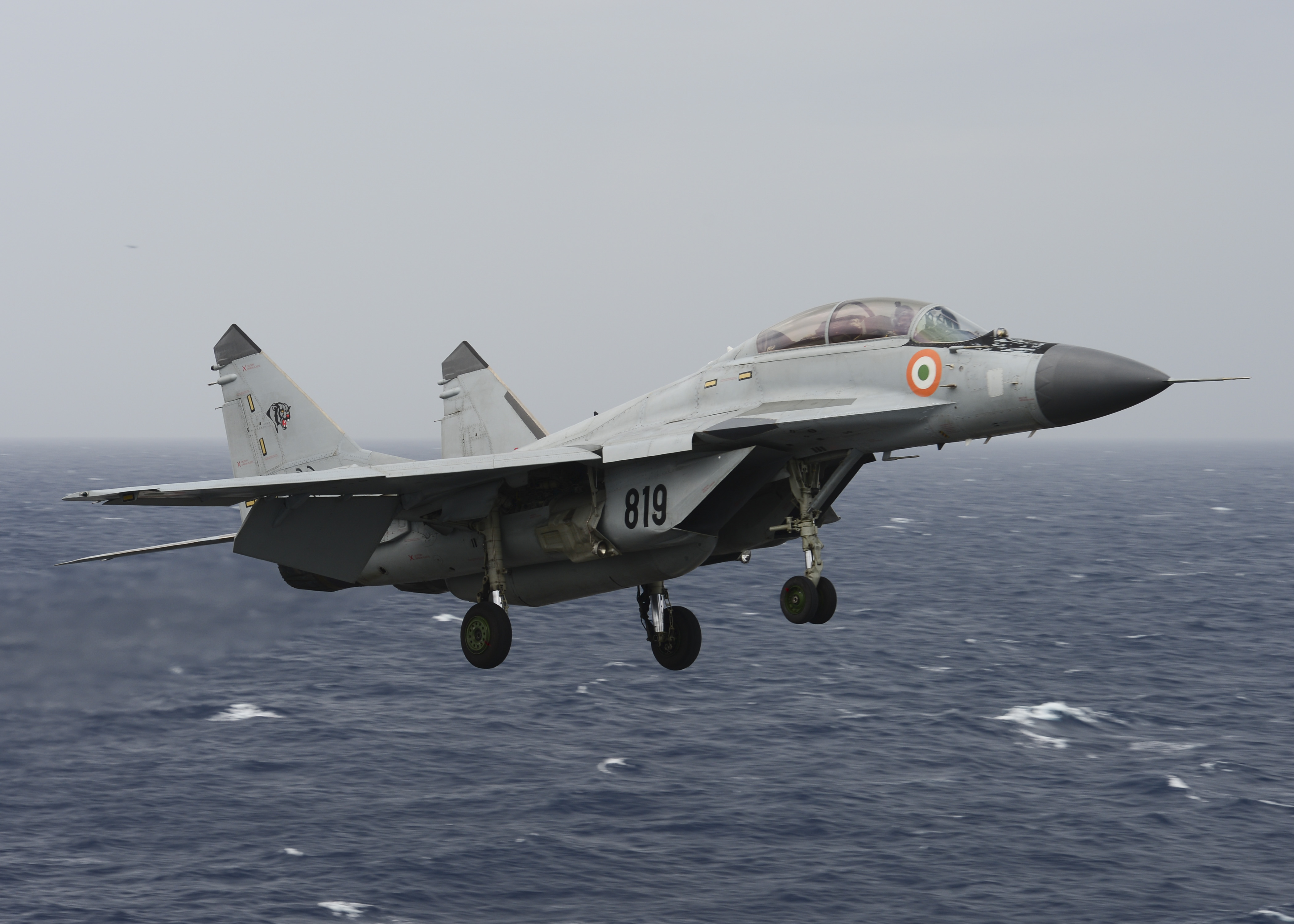
مقاتلة ميج-29 كيه من حاملة الطائرات «آي إن إس فيكراماديتيا»

يتكون «سلاح الجو البحري للبحرية الهنديَّة» من واحد وعشرون سرب جوي، منها عِشرَة أسراب طائرات ثابتة الجناحين، وثمانية أسراب طائرات هليكوبتر، وثلاثة أسراب مزودة بمركبات جوية بدون طيار، وقد بدأَ مفهوم الطيران البحري في الهند عند إِنشاء «مديرية الطَّيَرَان البحري» في المقر الرَئِيسيّ للبحرية في أوائل عام 1948، وَفِي وَقت لاحق من ذَلِك العَام أرسلت الهند ضباط وبحارة من البحريَّة الهنديَّة إلى بريطانيًا لتدريب الطيارين، وَشكلت «وحدة متطلبات الأُسطول» في عام 1951 لتلبية متطلبات الطَّيَرَان البحري.
في 1 يناير 1953 تسلمت البحريَّة الهنديَّة مسؤولية مطار كوتشي من المديرية العامة للطيران المدني [الإنجليزية]، وَفِي 11 مارس كُلفت «وَحدة متطلبات الأُسطول» بمطار كوتشي، وزودت البحريَّة المطار بعشر طائرات سيلاند قصيرة [الإنجليزية]، وَفِي مايو 1953 تم تشغيل أول محطّة جوية للبحرية «آي إن إس جارودا»، وَخِلَال الفَترَة من فبراير 1955 إلى ديسمبر 1958 اشترت الهند عشر طائرات «فايرفلاي»، وأدخلت البحريَّة طائرة التَّدرِيب المطورة محليًا "HAL HT-2" في وَحدة متطلبات الأُسطول لتلبية متطلبات تدريب الطيارين، وَفِي 17 يناير 1959 أصبحت «وَحدة متطلبات الأُسطول» سرب جوي تابع للبحرية الهنديَّة "آي إن أيه إس 550 [الإنجليزية]" ليكون أول سرب جوي تابع للبحرية الهنديَّة.

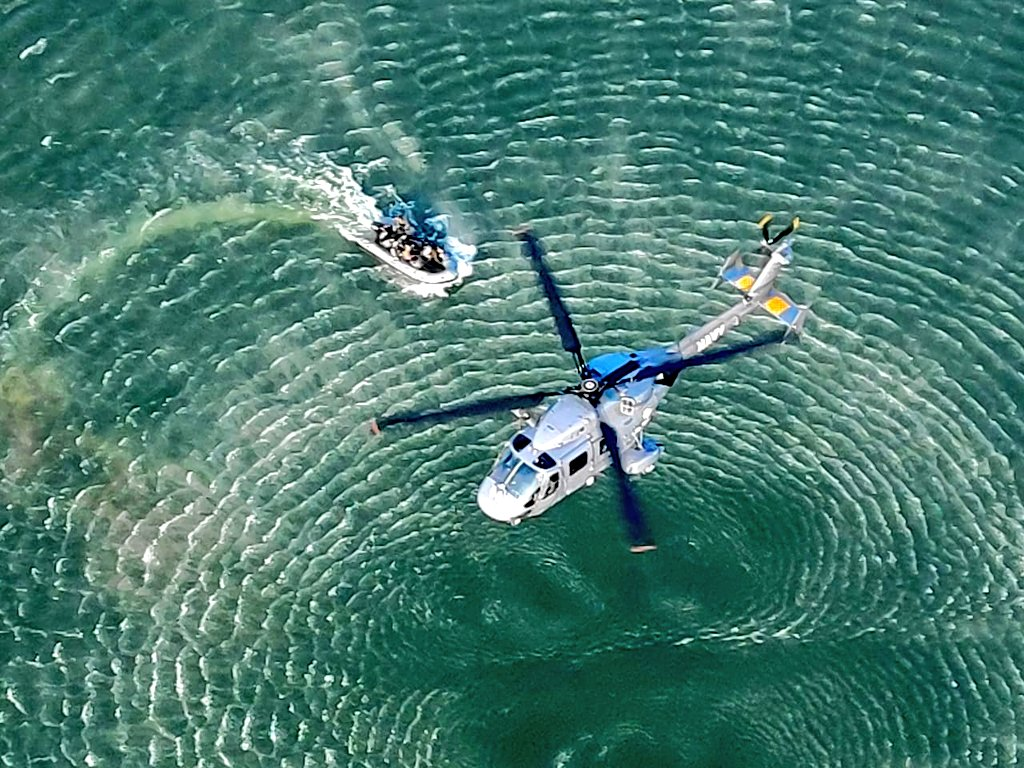
مروحية هال دروف أثناء عملية خاصة

يشغل سلاح الجو البحري حامِلَة طائرات «آي إن إس فيكراماديتيا» الَّتِي تَستَطِيع حمل أَكثَر من ثلاثون طائرة مِثل ميج-29 كيه، و«كاموف 31»، و«كاموف 28»، و«سي كينغ»، وطائرات هليكوبتر محليّة الصنع مِثل «هال دروف»، و«شيتاك». وتُوفر مروحيات «كاموف-31» للأسطول نِظَام الإِنذار المُبَكِر المَحمُول جوًا،  وتُستخدم كلّ من ويستلاند سي كينغ، وكاموف كا-27، وهال دروف في الدَّور المضاد للغواصات،  وتستخدم «قوة الكوماندوز البحريَّة» مروحيات سي كينغ وهال دروف، وتُستخدم بوينغ بيه-8 بوسيدون،  وإليوشن إل-38 لِتَنفِيذ عَمَليّات الدوريَّات البحريَّة والاستطلاع،  ويتكوَّن ذراع الطائرات بدون طيار من طائرات هيرون و«سيرتشر آي آي إس» وَيَتِمّ تشغيلها من السفن السطحية وَالمُؤَسِسَات الساحليَّة لمهام المُراقبة.
تمتلك البحريَّة الهنديَّة فَرِيق استعراض جوي «فريق نسيم البحر»، ويُخطط الفَرِيق لاستبدال طائراتهم الحاليَّة من طراز «كيران HJT-16» بطائرة HJT-36 المطورة حديثًا.

### ماركوس

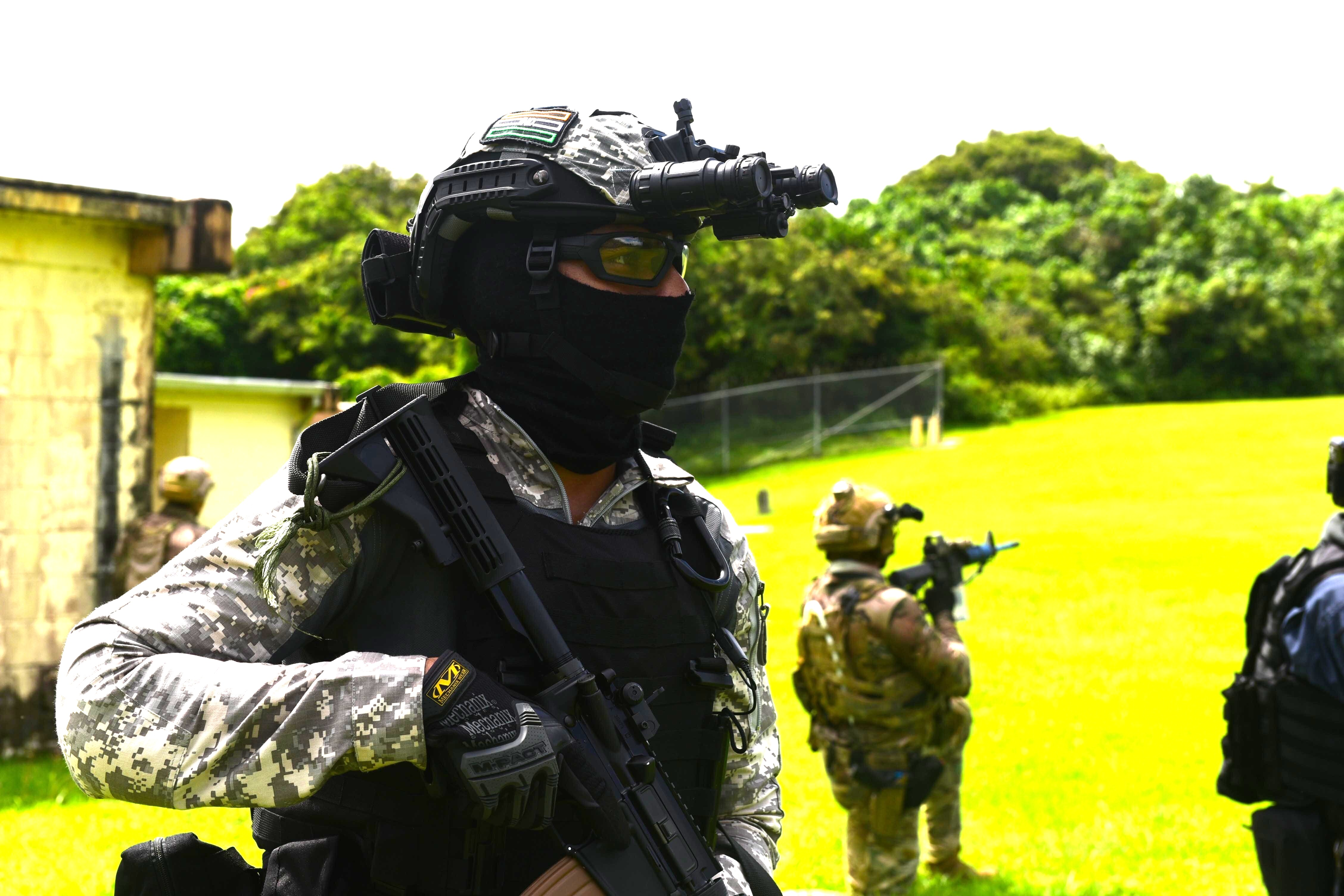
كوماندوز البحرية خلال تدريب قتالي في مالابار 2021.

قوة الكوماندوز البحريَّة (MCF) والمَعروفَة أيضًا بِاِسم «ماركوس»، هي وَحدة عَمَليّات خاصَّة أنشأتها البحريَّة الهنديَّة في عام 1987 للحرب البرمائيَّة، ومكافحة الإِرهَاب، والعَمَل المُبَاشِر، والاستطلاع الخاصّ، والحرب غير التقليديّة، وإنقاذ الرهائن، واستعادة الأَفرَاد، وعمليات البَحث والإنقاذ القتاليَّة، والحرب غير المتكافئة، والدِفَاع الداخليّ الأجنبي، ومكافحة الانتشار، والاستطلاع البرمائيّ، والاستطلاع الهيدروغرافي،  ومنذ نشأتها أثبتت ماركوس نفسها في العديد من العمليَّات والمعارك ومن أبرزها «عَمَلِيَّة باوان»، و«عَمَلِيَّة الصبار»، ويونوسوم الثانيَّة، وحرب كارجيل، وعَمَلِيَّة بلاك تورنادو. كما تُنَشر بنشاط في عَمَليّات مكافحة القرصنة على مدار العَام.

## المعدات

### السفن

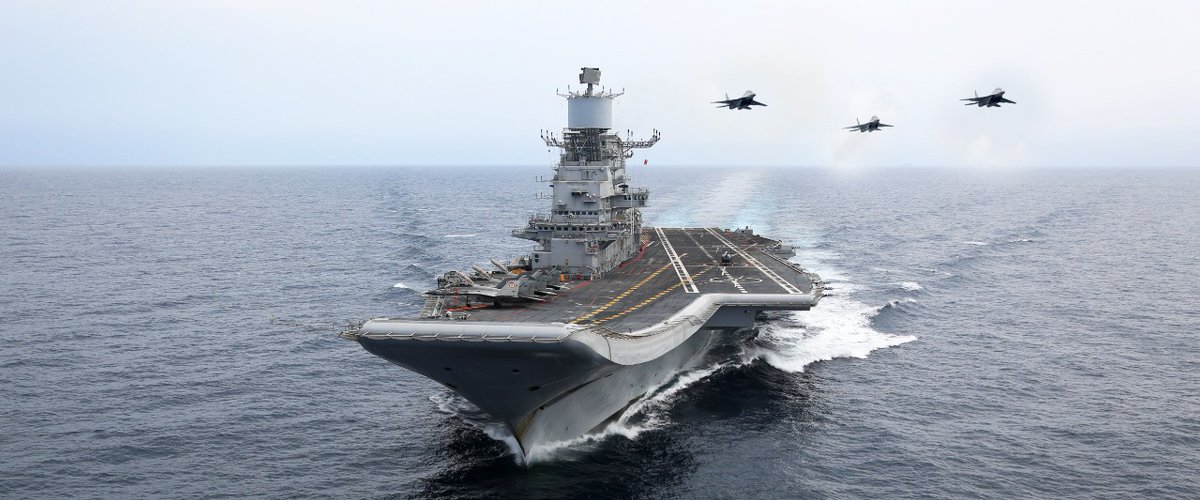
"آي إن إس فيكراماديتيا"

تحمل أسماء جَمِيع السفن الخدمية والقَوَاعِد البحريَّة التَّابِعَة للبحرية الهنديَّة أحرف INS «آي إن إس»، الَّتِي ترمز إلى «السفينة البحريَّة الهنديَّة»،  بينما تُسبق أسماء القوارب الشراعية بحروف "INSV" والَّتِي تعني (سفينة إبحار البحريَّة الهندية)،  ويتكوَّن أسطول البحريَّة الهنديَّة من مزيج من السفن المُصنعة محليًا وخارجيًا، وَفِي 2018 تكون الأُسطول السطحي من حاملة طائرات واحدة،  رصيف نَقل برمائي وَاحِد،  و8 سفن إنزال دبابات،  و11 مدمرة،  و13 فرقاطة،  و23 طرادة،  و10 سفن خفر سواحل كَبِيرَة،  و4 ناقلات أسطول،  و7 سفن مسح،  وسفينة بحث واحدة،  و3 سفن تدريب،  ومختلف السفن المُساعدة، وسفن الإنزال،  وزوارق الدوريَّات الصَّغِيرَة.
لَم يتبق للبحرية سوى حامِلَة طائرات واحدة في الخِدمَة الفعليَّة وهي «آي إن إس فيكراماديتيا»، بَعد إيقاف «آي إن إس فيرات» من الخِدمَة في 6 مارس 2017،  وتُعد «فيكراماديتيا» («أدميرال جورشكوف» سابقًا) فئة معدلة من فئة حامِلَة الطائرات «كييف» المشتراة بتكلفة إجمالية 2.3 مِليار دُولَار من روسيا في ديسمبر 2013،  وتملّك البحريَّة رصيف نَقل برمائي فئة «أوستين»، وأعادت البحريَّة الهنديَّة تعميدها بِاِسم «آي إن إس جلشواه»، كما تمتلك أسطولًا من سفن إنزال الدبّابات.

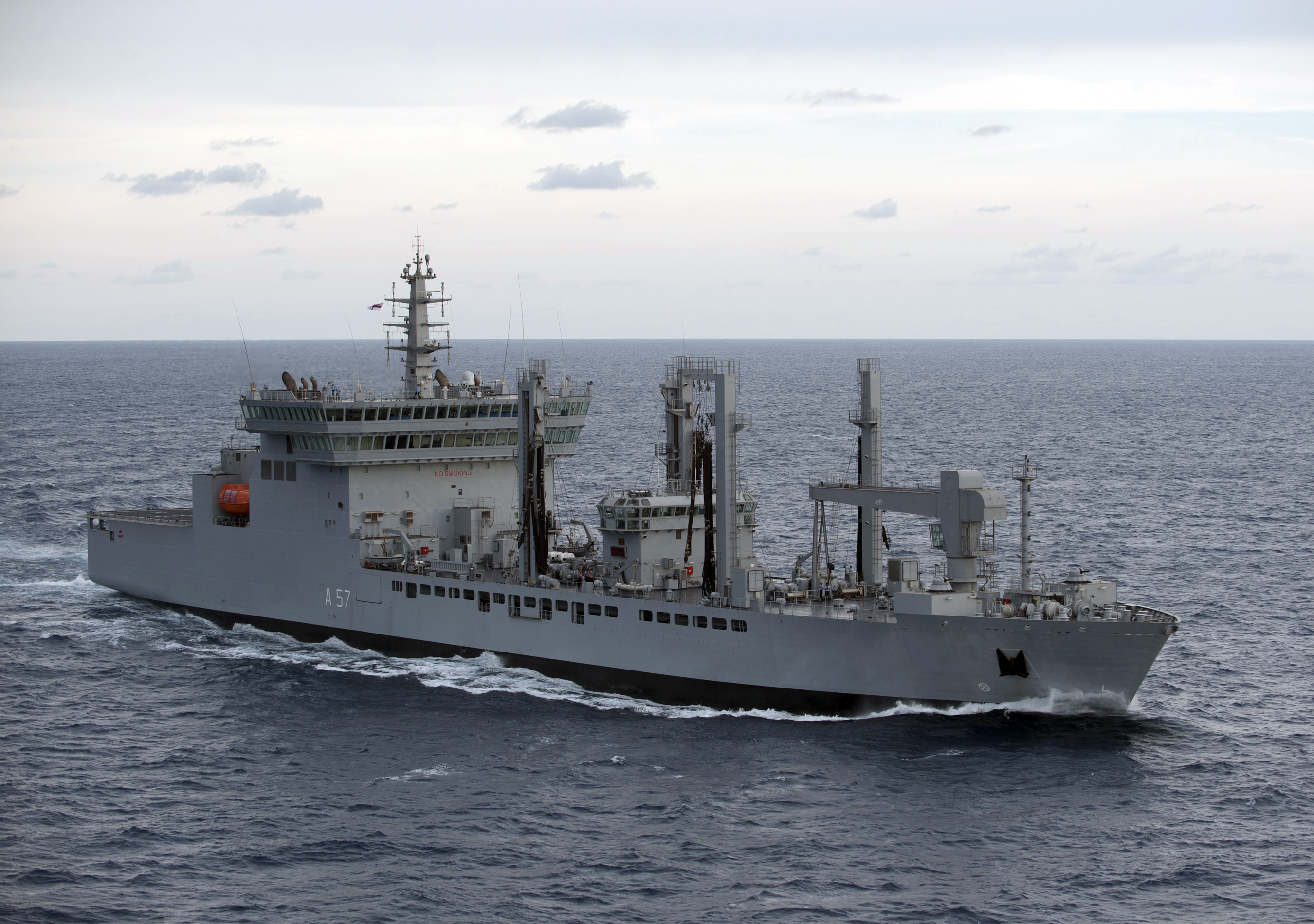
ناقلة أسطول "آي إن إس شاكتي" من فئة "ديباك"

تُشغل البحريَّة ثلاث مدمرات صواريخ موجهة من طراز «كولكاتا» وثلاث «دلهي» وثلاث «راجبوت»،  وتُخطط البحريَّة الهنديَّة لاستبدال «فئة راجبوت» بالجيل القادم من مدمرات «فيساخاباتنام» (المَشرُوع 15B) والَّتِي ستتميز بعدد من التحسينات. وتُشغل البحريَّة عدَّة فئات من الفرقاطات ومنها ثلاث فرقاطات من طراز «شيفاليك» (فئة المَشرُوع 17)، وستة فرقاطات من فئة «تالوار»،  وسبعة فرقاطات من فئة «شيفاليك» (فئة مَشرُوع 17A)، وتُخطط لاستبدال فرقاطات «جودافاري» القديمة بشكل منهجي واحدة تلو الأُخرى لإدخال الفئات الجَدِيدَة من الفرقاطات في الخِدمَة على مدار العقد المقبل.
تُعتبر الطرادات الأصغر من حيثُ النطاق الشاطئي، وتشغل البحريَّة الهنديَّة طرادات من فئات «كامورتا»، و«كورا»، و«خوكري»، و«فير»، و«أبهاي»،  وتُساعد ناقلات التزويد مِثل ناقلة «جيوتي-كلاس»، و«آي إن إس أديتيا»، وناقلة الأُسطول الجَدِيدَة من فئة «ديباك» على تَحسِين قُدرَة البحريَّة على التحمل في البَحر.

#### الطائرات

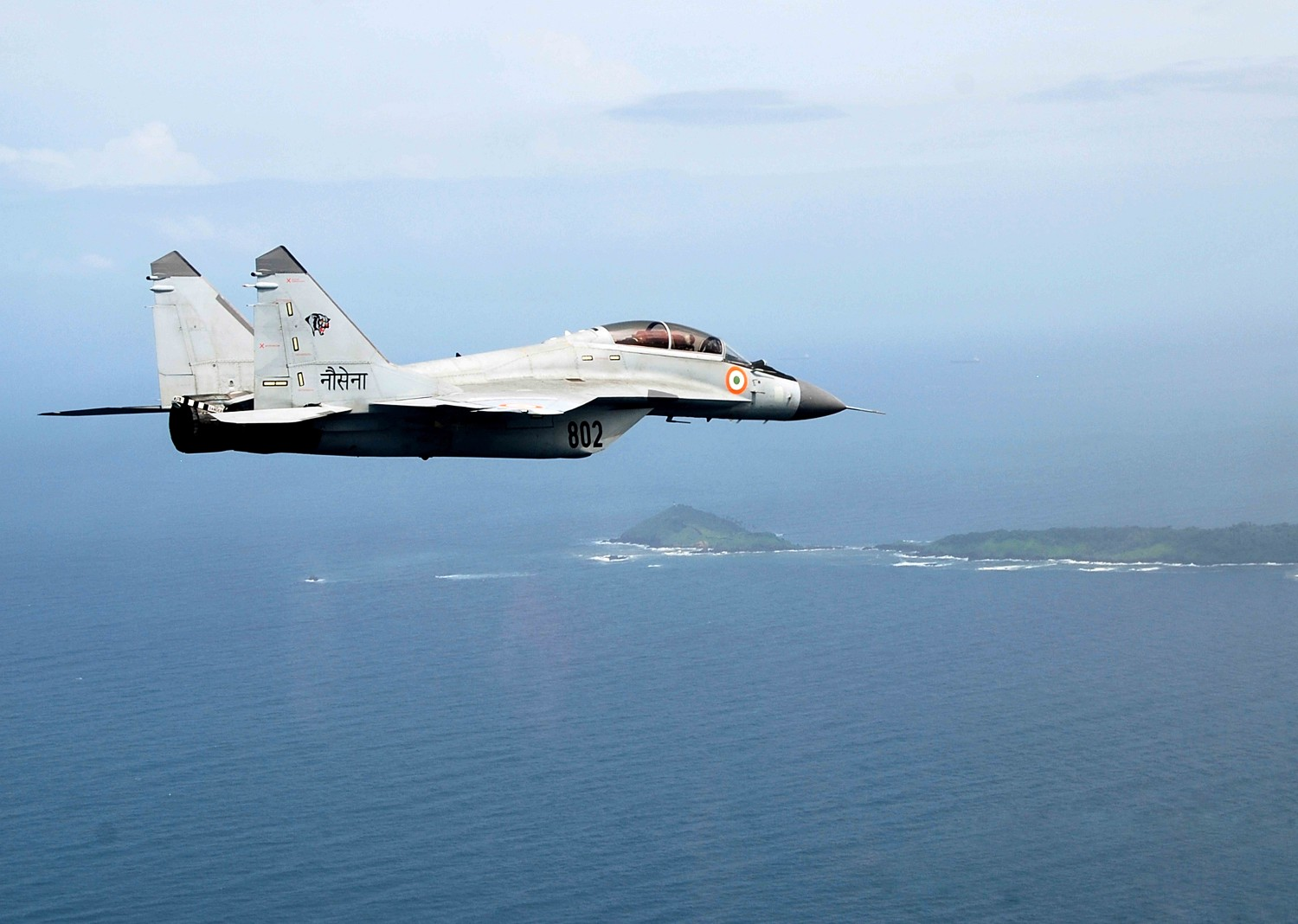
طائرة من طراز ميج-29 كيه تابعة للبحرية الهندية

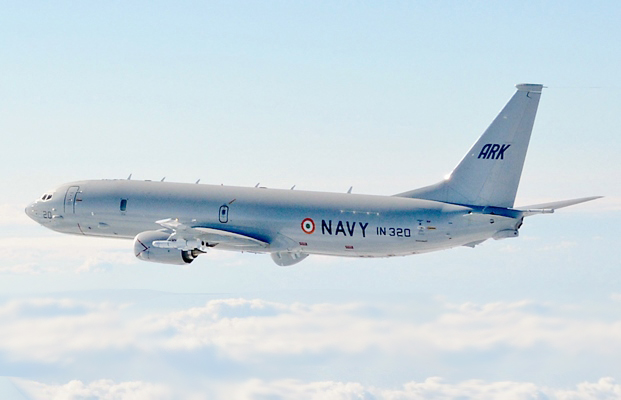
طائرة بوينج بوينغ بيه-8 بوسيدون تابعة للبحرية الهندية

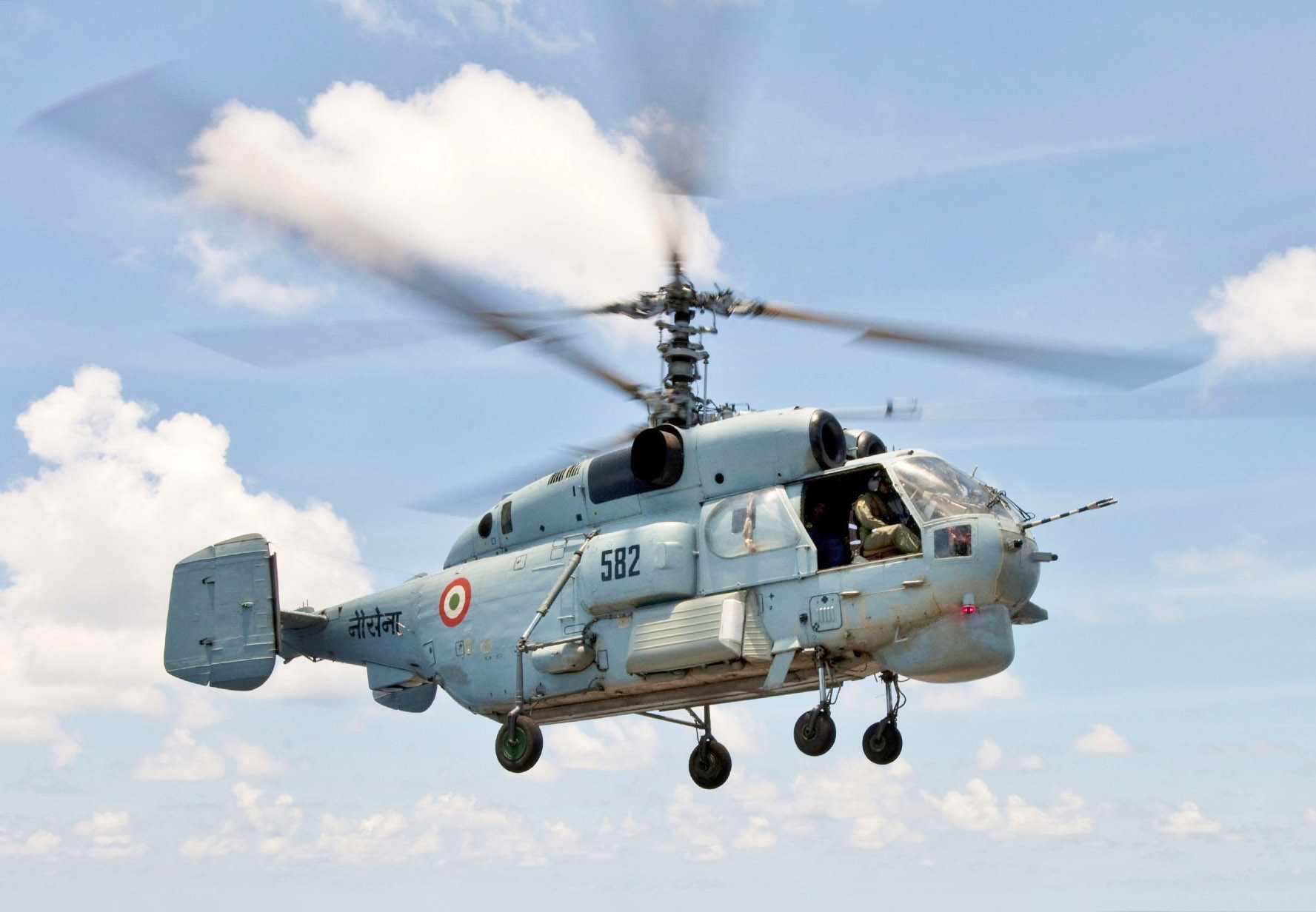
طائرة هليكوبتر من طراز "كاموف كا-31" تهبط على يو إس إس "بنكر هيل"

| الطائرة                     | البلد            | الفئة                              | البديل               | في الخدمة    | ملاحظات                    |
| طائرة عسكرية                | طائرة عسكرية     | طائرة عسكرية                       | طائرة عسكرية         | طائرة عسكرية | طائرة عسكرية               |
| --------------------------- | ---------------- | ---------------------------------- | -------------------- | ------------ | -------------------------- |
| ميكويان ميج-29              | روسيا            | مقاتلة متعددة المهام               | ميج-29 كيه           | 45           |                            |
| نظام الإنذار المبكر والتحكم |                  |                                    |                      |              |                            |
| كاموف كا-31                 | روسيا            | نظام الإنذار المبكر والتحكم        |                      | 14           | يستخدم رادار مصفوفة مستوية |
| طائرة دورية                 |                  |                                    |                      |              |                            |
| بوينغ بيه-8 بوسيدون         | الولايات المتحدة | الحرب المضادة للغواصات/طائرة دورية | بوينغ بيه-8 بوسيدون  | 11           | 6 قيد الطلب                |
| إليوشن إل-38                | الاتحاد السوفيتي | الحرب المضادة للغواصات/طائرة دورية |                      | 5            |                            |
| دورنير دو 228               | ألمانيا          | طائرة مراقبة                       | 228-201              | 25           | 12 قيد الطلب               |
| بريتن نورمان ايلاندر        | المملكة المتحدة  | متعددة الأغراض/طائرة دورية         | بريتن نورمان ايلاندر | 10           |                            |
| مروحية                      |                  |                                    |                      |              |                            |
| هال دروف (مروحية)           | الهند            | متعددة الأغراض                     | MK. I                | 7            | 11 قيد الطلب               |
| هال دروف (مروحية)           | الهند            | متعددة الأغراض                     | MK. III              | 6            | 11 قيد الطلب               |
| كاموف كا-27                 | روسيا            | الحرب المضادة للغواصات             | كاموف كا-27          | 14           | 4 قيد الطلب                |
| ويستلاند سي كينغ            | المملكة المتحدة  | البحث والإنقاذ/متعددة الأغراض      | Mk.42B/C             | 31           | ستة أنواع من إس أتش-3 سي   |
| إيروسباسيال ألويت الثالثة   | فرنسا            | الاتصال/ متعددة الأغراض            |                      | 35           | 6 قيد الطلب                |
| إس إتش-60 سي هوك            | الولايات المتحدة | الحرب المضادة للسطح/البحث والإنقاذ | إس إتش-60 سي هوك     | 2            | 22 قيد الطلب               |
| طائرة تدريب                 |                  |                                    |                      |              |                            |
| ميكويان ميج-29              | روسيا            | طائرة تدريب                        | ميج-29 كيه           | 8            |                            |
| بي أيه إي هوك               | المملكة المتحدة  | المدرب النفاث                      | بي أيه إي هوك        | 17           |                            |
| هال كيران                   | الهند            | المدرب النفاث                      |                      | 20           |                            |
| UAV                         |                  |                                    |                      |              |                            |
| هيرون (طائرة)               | إسرائيل          | مراقبة                             | هيرون 1              | [ 165 ]      |                            |
| IAI Searcher                | إسرائيل          | مراقبة                             | Mk. I/II             |              |                            |
| DRDO Lakshya                | الهند            | طائرة هدف                          |                      | 39           |                            |
| إم كيو-9 ريبر               | الولايات المتحدة | طائرة مراقبة                       | سيجارديان            | 2            | مستأجرة لمدة عام           |

#### الغواصات

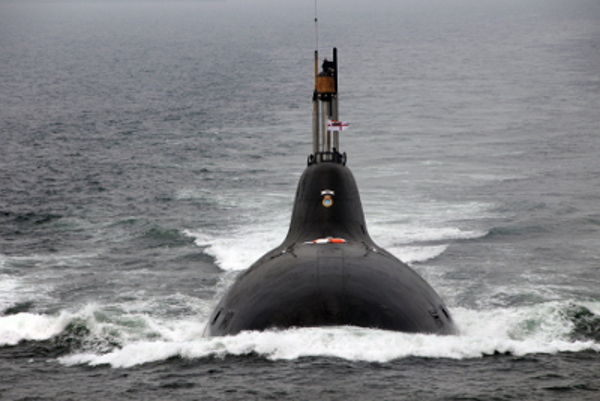
غواصة هجوم نووي تابعة للبحرية الهندية "آي إن إس شقرا"

يشمل أسطول البحريَّة على غواصة هجومية تعمل بالطاقة النوويَّة، وغواصة صاروخية باليستية واحدة، و15 غواصة هجومية تعمل بالطاقة التقليديّة. وتتكوَّن الغوّاصات الهُجوميَّة التقليديّة للبحرية الهنديَّة من «كالفاري» (تصميم غواصة فرنسيَّة من طراز سكوربين)، و«سندوغوش» (تصميم غواصة روسيَّة من طراز كيلو)، و«شيشومار» (تصميم ألماني من النوع 209/1500).
تمتلك الهند أيضًا غواصة هجومية واحدة تعمل بالطاقة النوويَّة من فئة «أكولا» تُسمى «آي إن إس شقرا»، وقد استأجرتها الهند لعشر سنوات، ودربت ثلاثُمائة من أفراد البحريَّة الهنديَّة في روسيا لتشغيلها،  وتُجري الهند مفاوضات مَع روسيا لاستئجار غواصة أُخرى من فئة أكولا.
أدخلت البحريَّة الهنديَّة غواصة «آي إن إس أريهانت» في 26 يوليو 2009 في فيساخاباتنام، وبدأت بشكل سري الخِدمَة الفعليَّة في أغسطس 2016،  وتخطط البحريَّة لامتلاك ست غواصات صواريخ باليستية تعمل بالطاقة النوويَّة في المُستقبل القريب.
تُعد «أريهانت» أول غواصة صواريخ باليستية تعمل بالطاقة النوويَّة تُبنى في الهند.

### أنظمة الأسلحة

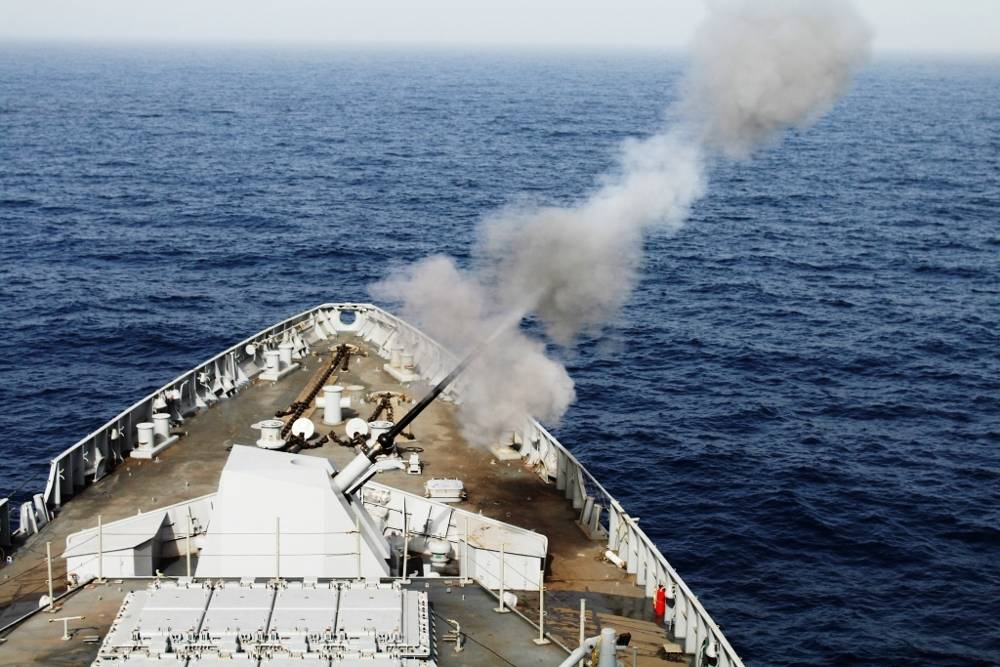
تجارب إطلاق نار من "آي إن إس كوتشي"

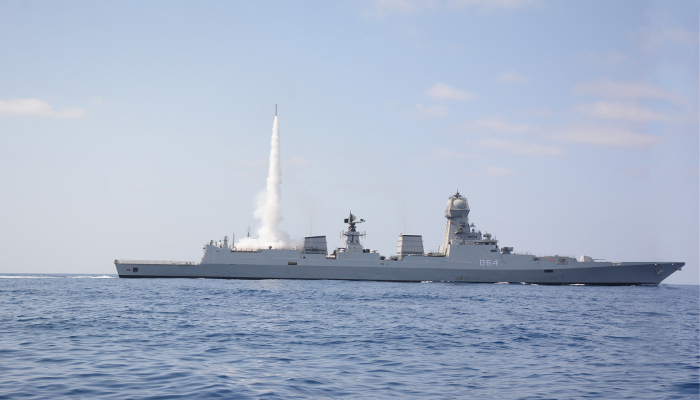
أطلاق صاروخ باراك 8 من "إن إس كوشي"

تستخدم البحريَّة مزيجًا من أَنظِمَة القذائف الموجَّهة المطورة محليًا والأجنبيَّة الصنع، وتشمل هَذِه الصَّواريخ الباليستية الَّتِي تُطلق من الغوّاصات، والصَّواريخ البالستية الَّتِي تُطلق من السفن، والصَّواريخ الانسيابية والمضادة للسفن، وصواريخ جو-جو، وصواريخ أرض-جو، والطوربيدات، ومدافع جو-جو، والمدافع الرَئِيسيّة، والمضادة للغواصات، وقاذفات الصَّواريخ، ويتألَّف مخزونها من بندقية من طراز "AK 190" بمدى يصل إلى 21.5 كيلومتر (13.4 ميل)، ومن فئة "KH-35E" بمدى يصل إلى 130 كيلومتر (81 ميل) وَغَيرَهَا.

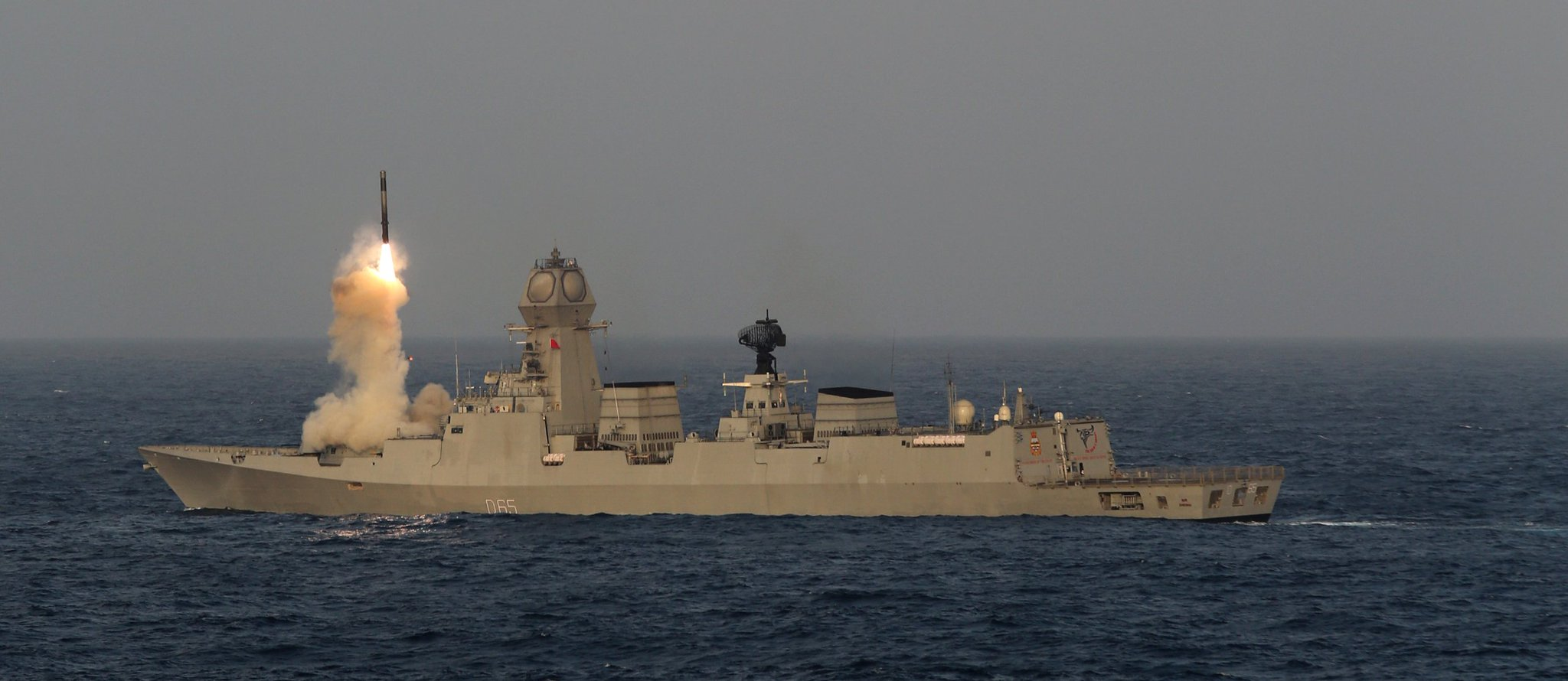
إطلاق صاروخ كروز من فئة براهموس من «آي إن إس تشيناي» خلال تروبيكس 2017.

طورت «منظَّمة البَحث والتَطوِير الدفاعيَّة الهنديَّة» بِالاشتراك مَع شَّرِكَة «إن بي أو ماشينوسترويينيا» الروسيَّة صاروخ براهموس الَّذِي يُعد من أَكثَر أَنظِمَة الصَّواريخ تقدمًا، وَهُو أسرع صاروخ كروز مضاد للسفن فِي العَالم قيد التَّشغِيل. وقد صُمم لتلبية الاحتياجات الهنديَّة، ويتميَّز بنِسبَة كَبِيرَة من المكوّنات والتِكنولوجيا الهنديَّة مِثل أَنظِمَة التحكم في الحرائق وقاذفات الناقلة وأنظمة الهجوم الملاحية.
زودت الهند طائرات الاستطلاع الخاصّة بِهَا من فئة بوينغ بيه-8 بوسيدون بصواريخ بوينغ هاربون في جَمِيع الأحوال الجوية، والصَّواريخ الموجَّهة بالرادار النشط فوق الأفق، وطوربيدات خفيفة الوزن شاملة الاستدارة مارك 54،  ويُوفِر صاروخ «باراك 1 أرض جو» درع الدِفَاع الجوي الأَسَاسِي للسفن الحربية الهنديَّة، بينما تعمل بالتَّعَاوُن مَع إسرائيل على تَطوِير نُسخة متطورة من برق 8،  وتهدف الهند لتسليح الجيل القادم من الغوّاصات بصاروخ طراز سكوربين المضاد للسفن، ويُطلق على نسخة «بريثفي 2» الَّتِي تُطلق من السفن اسم «دانوش» حيثُ يبلغ مداها 350 كيلومتر (220 ميل) ويُمكنها حمل رؤوس حربية نووية.
تختبر الهند صاروخ «K-15 ساجاريكا (أوشيانيك)» وَهُو صاروخ بالستي يُطلق من الغواصات، ويَبلغَ مداه 700 كيلومتر (430 ميل) على الأقل، وتسعى لدمجه في غواصات «فئة أريهانت» النوويَّة،  وتعمل الهند على إدخال صاروخ باليستي طويل المدى يُطلق من غواصة يسمى "K-4"، ويتبعه صاروخ "K-5 SLBM".

### الحرب الإلكترونية وإدارة الأنظمة
طورت منظَّمة البَحث والتَطوِير الدفاعيَّة والبحريَّة الهنديَّة بَرنامَج مُشترك يُدعى "Sangraha" («سانجراها») للحرب الإلكترونيَّة، ويهدف البَرنامج لِتَطوِير عائلة من مجموعات الحرب الإلكترونيَّة، لاستخدامها على مِنَصّات بَحرِيَّة مختلفة لتكون قادرة على كشف واعتراض وتصنيف الرادارات النبضية، والموجة الحاملة، وتردد تكرار النبضة، والتردد السَّرِيع والرادارات النبضية، وإيجاد أَنظِمَة مُنَاسَبَة للنشر على مختلف المنصات مِثل طائرات الهليكوبتر والمركّبات والسفن، وتتمتَّع بَعض المنصات بإِجراءات الدعم الإلكترونيَّة، والإجراءات المضادة الإلكترونيَّة مِثل أَجهِزَة تشويش صفيف مرحلية مُتَعَدّدَة الحزم.
تَعتَمِد البحريَّة الهنديَّة أيضًا على تكنولوجيّا المَعلُومَات لِمُوَاجَهَة تَحَدِيَات القرن الحادي وَالعَشرَين، حيثُ تُنفذ استراتيجيَّة جديدة للانتقال من القوَّة المركزيَّة للمنصة إلى القوَّة المركزيَّة للشبكة عبر ربط جَمِيع المُنشآت والسفن على الشاطئ عبر شبكات بيانات عالية السرعة والأقمار الصناعيّة،  ودربت البحريَّة الهنديَّة جَمِيع أفرادها في مَجَال تكنولوجيّا المَعلُومَات (IT) في «المَعهَد البحري لتطبيقات الكُمبِيُوتَر» في مومباي، وتُستخدم تكنولوجيّا المَعلُومَات لتوفير بِيئَة أفضَل للتدريبات، مِثل اِستِخدام أَجهِزَة المُحاكاة.
تملك البحريَّة الهنديَّة كادر مخصص للمسائل التقنيَّة يسمى «كادر تكنولوجيّا المَعلُومَات»،  ويتّبع «إِدَارَة تكنولوجيّا المَعلُومَات»، ويُكلف الكادر بتنفيذ مشاريع تَطوِير البَرامِج والشبكات على مُستَوى المؤسسة، وَأَنشِطَة التَطوِير المتعلّقة بمنتجات الأَمن السيبراني، وإدارة الشاطئ وشبكات السفن، وإدارة الشبكات البحريَّة الهامَّة.

### القمر الصناعي البحري
أَطلَقَت الهند ساتل دفاعي حصري «غسات-7» بِنجاح عبر صاروخ تابع لِشَرِكَة أريان سبيس من ميناء كورو الفضائي في غويانا الفرنسية في أغسطس 2013، وَهُو من صنع منظَّمة أبحاث الفضاء الهنديَّة، وتهدف الهند لأنَّ يخدم القمر الصِناعيّ لسبع سنوات على الأقل، ويحتوي القمر الصِناعيّ على إِمكانِيَّة الوُصُول إلى المحطات الطرفية الأصغر والمُتنقلة.
تَبلُغ مِسَاحَة تغطية «غسات-7» نَحو 3,500–4,000 كيلومتر (2,200–2,500 ميل؛ 1,900–2,200 nmi) فوق مِنطَقَة المحيط الهندي ويتضمّن بحر العرب وخليج البنغال، ممَّا يمكّن البحريَّة من العَمَل في جو مرتكز على الشَّبَكَة مَع وُجُود شبكات في الوَقت الفِعلِي لِجَمِيع أصولها التشغيلية في البَحر وعلى اليابسة.
في 15 يونيو 2019 قدمت البحريَّة طلبًا لإطلاق القمر الصِناعيّ «غسات-7 آر» كبديل لقمر «غسات-7»، وقد بَلَغَت تَكلِفَة القمر الصِناعيّ 1589 كرور روبية (225.5 مليُون دُولَار أمريكي).

## الأنشطة

### الاستعراضات
يحق لرئيس الهند فحص أسطوله كونه القائد الأعلى للقوات المسلَّحة الهنديَّة، وقد أقامت الهند أول استعراض لأسطولها الرَئِيسيّ أمام الدكتور راجندرا براساد في 10 أكتوبر 1953، وعادة؛ يحفص الرَّئِيس الأُسطول مرَّة واحدة خِلال فَترَة ولايته، وإجمالًا أُجريت عشر مراجعات للأسطول كَان آخرها في فبراير 2016 من قَبل الرَّئِيس براناب مخرجي.
أجرت البحريَّة الهنديَّة مراجعة دَولِيَّة للأسطول تُسمى «جسور الصداقة» في فبراير 2001 في مومباي، وشاركت فِيه العديد من السفن البحريَّة للدول الصديقة من جَمِيع أنحاء العَالَم، ومنها سفينتان من البحريَّة الأمريكيَّة،  وأجرت البحريَّة مراجعة ثانية دَولِيَّة في 2016، قبالة ساحل فيساكاباتنام.

### التدريبات البحرية

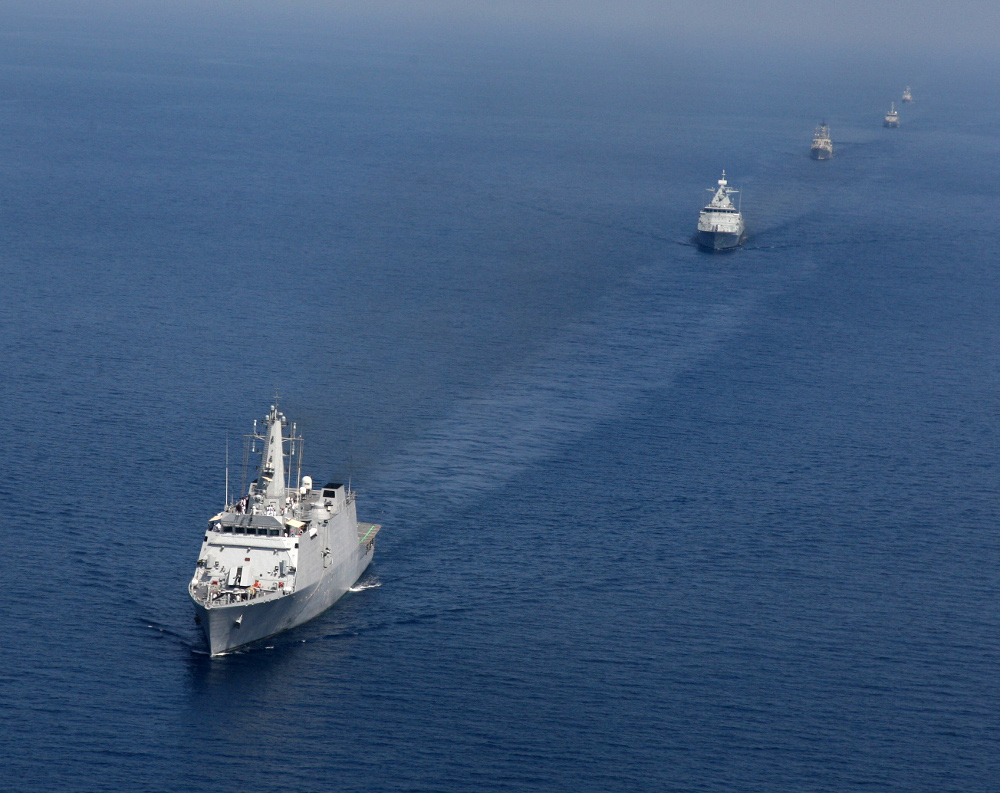
شاركت سفن حربية من 17 دولة في التدريبات البحرية في المحيط الهندي "ميلانو 2014"

تُجري الهند تدريبات بحرية مع الدول الصديقة لزيادة التعاون البحري، ولتعزيز العلاقات الأمنية التعاونية، وتُجرى هذه التدريبات بشكل سنوي أو كل عامين:
| التدريب       | البحرية                                                | المرة الأولى | المرة الأخيرة | إجمالي التدريبات | ملاحظات/مراجع   |
| ------------- | ------------------------------------------------------ | ------------ | ------------- | ---------------- | --------------- |
| ميلان         | متعدد الأطراف                                          | 1995         | 2018          | 10               | [ 200 ]         |
| فارونا        | البحرية الفرنسية                                       | 1983         | 2019          | 17               | [ 201 ] [ 202 ] |
| كونكان        | البحرية الملكية                                        | 2004         | 2019          | 14               | [ 203 ] [ 204 ] |
| إندرا         | البحرية الروسية                                        | 2003         | 2021          | 12               | [ 205 ] [ 206 ] |
| مالابار       | البحرية الأمريكية، قوة الدفاع الذاتي البحرية اليابانية | 1992         | 2020          | 24               | [ 207 ] [ 208 ] |
| سيمبكس        | البحرية السنغافورية                                    | 1994         | 2020          | 27               | [ 209 ] [ 210 ] |
| إيبسامار      | البحرية البرازيلية والبحرية الجنوب أفريقية             | 2008         | 2018          | 6                | [ 211 ] [ 212 ] |
| سيتمكس        | البحرية السنغافورية والبحرية التايلاندية               | 2019         | 2020          | 2                | [ 213 ]         |
| سلينكس        | البحرية السريلانكية                                    | 2012         | 2020          | 8                | [ 214 ] [ 215 ] |
| نسيم البحر    | البحرية العمانية                                       | 1993         | 2020          | 12               | [ 216 ]         |
| AUSINDEX      | البحرية الاسترالية                                     | 2015         | 2019          | 3                | [ 217 ]         |
| جيمكس         | قوة الدفاع الذاتي البحرية اليابانية                    | 2012         | 2020          | 4                | [ 218 ]         |
| زائر البحر    | البحرية القطرية                                        | 2019         | 2019          | 1                | [ 219 ]         |
| سامودرا شاكتي | البحرية الاندونيسية                                    | 2018         | 2019          | 2                | [ 220 ]         |
| بونغوساغار    | البحرية البنغلاديشية                                   | 2019         | 2020          | 2                | [ 221 ]         |
| زايد تلوار    | البحرية الإماراتية                                     | 2021         | 2021          | 1                | [ 222 ]         |
| المحمد الهندي | البحرية السعودية                                       | 2021         | 2021          | 1                | [ 223 ]         |

تَشمَل الدوريَّات المنسقة: «إندو-تاي كوربات» (28 مرة)،  «إندونيسيا-الهند كوربات» (33 مرة)،  «إمكور» مَع ميانمار (8 مرات)،  وأجرت البحريَّة الهنديَّة تدريبات بَحرِيَّة مَع بحرية جيش التحرير الشعبي في 2003،  وأرسلت سفنًا إلى بحر الصين الجنوبي لِلمُشاركة في مراجعة الأُسطول،  وَفِي عام 2005 أجرت «تمرين الجاهزية التشغيلية على مُستَوى المسرح» لتجربة عقيدة التأثير في معركة برية وجوية لدعم الجيش الهندي والقوات الجوية الهنديَّة،  وتُجري البحريَّة الهنديَّة «تمرين الجاهزية التشغيلية على مُستَوى المسرح» بشكل سنويٌّ، باستثناء عام 2016. وَفِي عام 2007 أجرت البحريَّة الهنديَّة مناورات بَحرِيَّة مَع قوة الدفاع الذاتي البحرية اليابانية والبحرية الأمريكية في المُحِيط الهَادِئ،  ومناورات بَحرِيَّة مَع فيتنام،  والفلبين،  ونيوزيلندا،  وكوريا الجنوبيَّة،  ووقعت اتفاقية مَع اليابان في أكتوبر 2008 لِتَسيِير دوريات بَحرِيَّة مُشتَرَكَة في مِنطَقَة آسِيَا وَالمُحِيط الهَادِئ. وشاركت الهند في استعراض الأُسطول الدوليّ الكوري الجنوبي في عام 2008،  وَفِي 2009 انتشرت البحريَّة الهنديَّة لأول مرَّة في المُحِيط الأطلسيّ، وأجرت تدريبات مَع القوات البحريَّة الفرنسيَّة والألمانيَّة والروسيَّة والبريطانيَّة،  وتلتقي القوات البحريَّة من مِنطَقَة المُحِيط الهندي في جَزَر أندامان ونيكوبار للتمرين في ميلانو مرَّة واحدة كلّ عامين.
في 2007 عقدت الهند أول ندوة بَحرِيَّة للمحيط الهندي، بِهَدَف تَوفِير مُنتَدَى لِجَمِيع الدُّوَل المطلة على المُحِيط الهندي لِلتَّعَاوُن في المجَالات المُتَّفَق عَلَيهَا بشكل متبادل من أَجَل تَحسِين الأَمن في اَلمِنطَقَة،  مُنذ العقد الماضي أجرت السفن البحريَّة الهنديَّة اتصالات بموانئ النوايا الحسنة إلى إسرائيل،  وتركيا،  ومصر، ، واليونان، ، وتايلاند، ، وإندونيسيا،  أُستراليا، ، ونيوزيلندا، ، وتونغا، ، وجنوب إفريقيا، ، وكينيا، ، وقطر،  وعمان، ، والإمارات العربية المتحدة،  والبحرين،  والكويت،  وَبَلَدَان أُخرى.

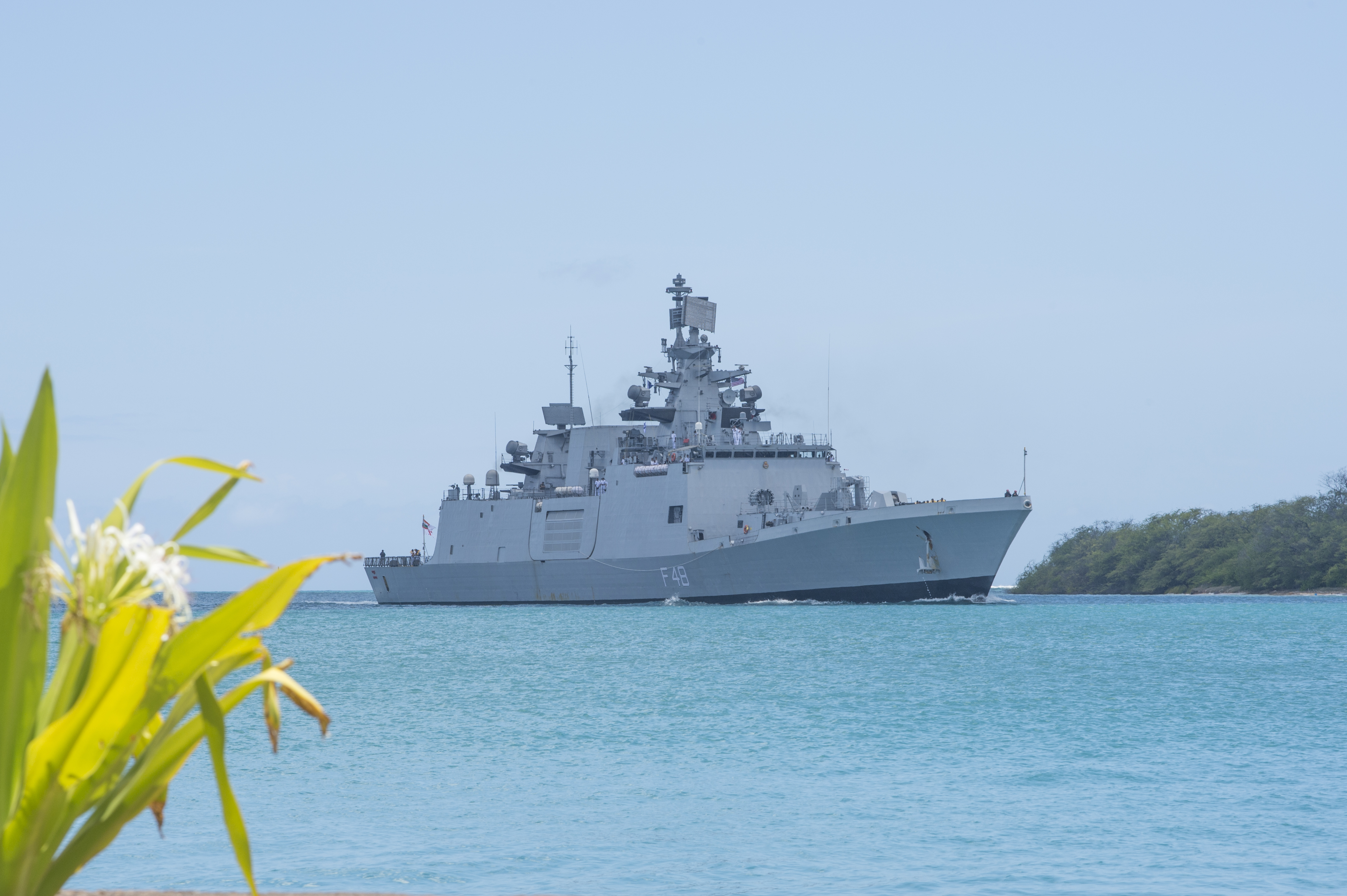
"آي إن إس Satpura" في الولايات المتحدة للمشاركة في ريمباك 2016

### الاستكشاف

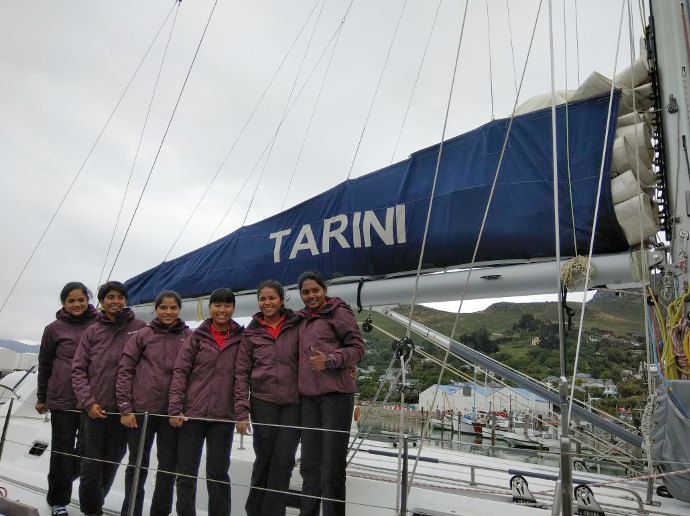
سفينة "آي إن إس في تاريني" في ميناء ليتيلتون (نيوزيلندا) خلال رحلة الإبحار حول العالم.

تسير البحريَّة الهنديَّة بانتظام رحلات استكشافية، حيث بَدَأت السفينة الشراعية وسفينة التَّدرِيب «آي إن إس تارانجيني» في الإبحار حول العَالَم في 23 يناير 2003، بِهَدَف تَعزِيز العلاقات الجَيِدَة مَع مختلف الدُّوَل الأُخرى، وعادت إلى الهند في مايو 2004 بَعد زيارة 36 ميناء في 18 دَولَة.
قاد الملازم أول «إم إس كوهلي» أول رحلة استكشافية ناجحة للبحرية الهنديَّة إلى جبل إيفرست في عام 1965،  ونقلت رحلة استكشافية مماثلة الراية البحريَّة إلى قِمَّة إيفرست في 19 مايو 2004، ونجح فَرِيق آخر من البحريَّة من تسلق جبل إيفرست من الجهة الشماليَّة،  وقاد الحَملَة «سد ساتيابراتا» وَهُو متسلق جبال لَه شهرة دَولِيَّة، وسبق أن تسلق العديد من الجبال ومنها جبال باتاغونيا وجبال الألب،  وللاحتفال بمرور 50 عامًا على أول رحلة استكشافية للبحرية في عام 1965، أنطلق فَرِيق لتسلق جبل إيفرست في عام 2017.
أكمل فَرِيق من البحريَّة الهنديَّة مكون من 11 عضوًا رحلة استكشافية إلى القطب الشمالي،  وصعدوا إلى ارتفاع 11,000 قدم (3,400 م) وأطلقوا على المكان اسم «القمة الهنديَّة».
رُفعت الراية البحريَّة الهنديَّة لأول مرَّة في القارة القطبية الجنوبية عام 1981،  وَفِي «مهمة داكشين دروف»
```
في 2006 نجحت البحريَّة الهنديَّة بالعبور إلى 
القطب الجنوبي
 على الزلاجات، وحققوا الرقم القياسي لكونهم أول فَرِيق عسكري أكمل بِنجاح اجتياز تزلج إلى القطب الجنوبي الجُغرافي.
[
266
]
[
267
]
 وأصبحت البحريَّة الهنديَّة أول منظَّمة تصل القطبين الشمالي والجنوبي وجبل إيفرست.
[
268
]
```

## مستقبل البحرية الهندية

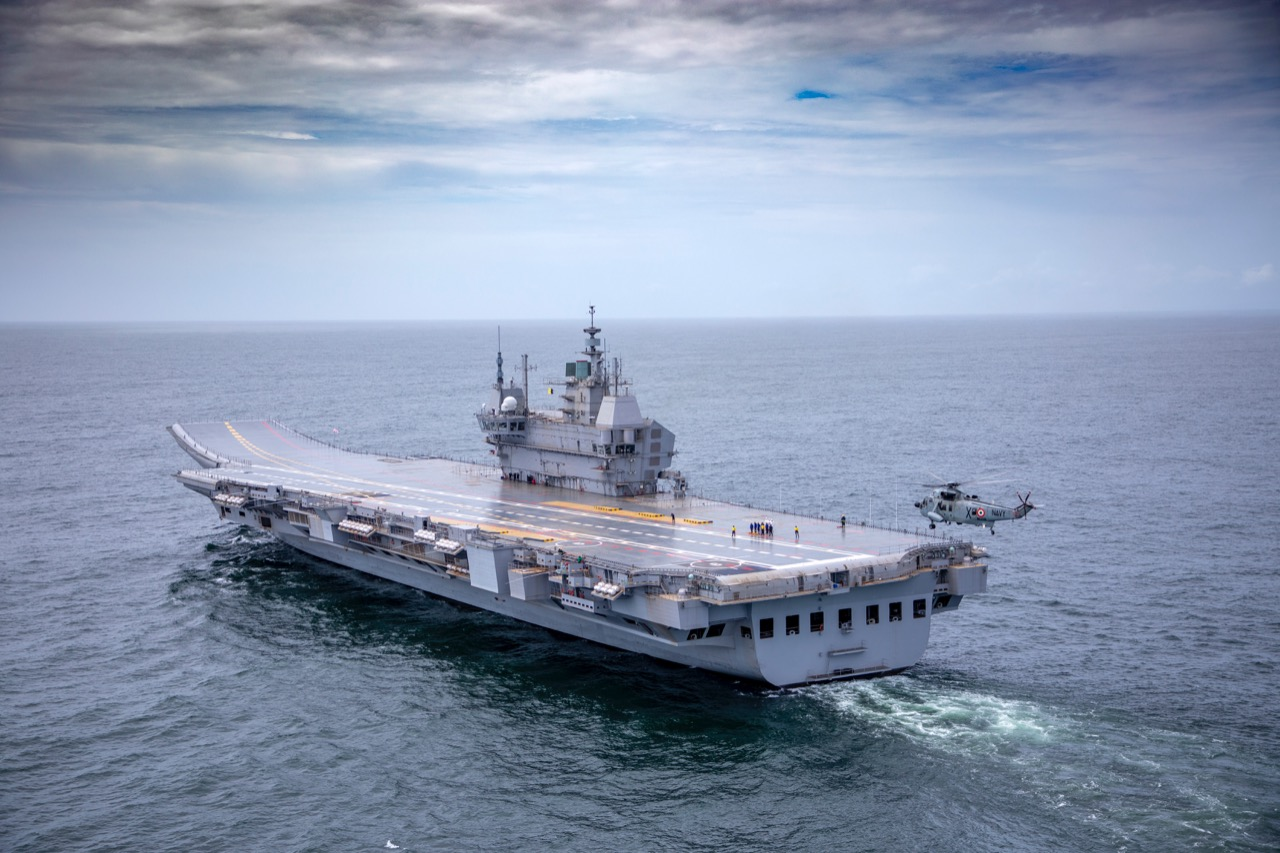
ويستلاند سي كينغ تقترب من «فيكرانت» أثناء تجاربها البحرية

بحلول نهاية الخُطَّة الرابعة عِشرَة (2020)، تتوقع البحريَّة الهنديَّة أن يكون لديها أَكثَر من 150 سفينة وَمَا يقرب من 500 طائرة، وستتمكن البحريَّة من الاستجابة لحالات الطَّوَارِئ البعيدة عَن اليابسة الرَئِيسيّة، إضافة إلى مهمتها الحاليَّة المُتمثلة في تأمين جانبي البَحر في خليج البنغال وبحر العرب، وستُعزز من قدراتها الهُجوميَّة البحريَّة من خِلال إِنشاء منشأة حربية برمائية جديدة في كاكينادا في أندرا براديش.
بَدَأت البحريَّة الهنديَّة في توسيع المَرحَلَة الثانيَّة من «آي إن إس كادامبا»، ثالث أكبر قاعدة بَحرِيَّة بالقرب من كاروار، وتشمل المَرحَلَة توسيع مُرَافِق الرسو لاستيعاب نَحو 40-45 سفينة حربية أُخرى في الخطوط الأماميّة، ومنها حامِلَة الطائرات «آي إن إس فيكراماديتيا»، ورفع القوى العاملة إلى 300 ضابط ونحو 2500 بحار، وَبِنَاء محطّة جوية بَحرِيَّة بمدرج يبلغ طوله 6000 قَدَم، وستتبع ذَلِك المَرحَلَة IIA وIIB، وَفِي نهايتها ستكون «آي إن إس كادامبا» قادرة على استيعاب 50 سفينة حربية في الخطوط الأماميّة،  وتعمل البحريَّة الهنديَّة على بِنَاء قاعدة بَحرِيَّة جديدة «آي إن إس فارشا»، في رامبيلي لغواصات «فئة أريهانت».
تخطط الهند لبناء زوج من حاملات الطائرات، حيثُ بَدَأت بِنَاء «آي إن إس فيكرانت» في عام 2013 في «حوض بِنَاء السفن في كوشين» وتمَّ فصلها في يونيو 2015، ومن المتوقع أن تكتمل بحلول فبراير 2021 وستخضع لتجارب بَحرِيَّة مكثفة بَعد ذَلِك مَع التخطيط لدخولها الخِدمَة في نهاية عام 2021،  ومن المتوقع أن تكون «فيكرانت» قادرة على تشغيل نَحو 40 طائرة مِنهَا 30 تيجاس هال وميج-29 كيه،  ومن المتوقع تسليم حامِلَة الطائرات الثانيَّة «آي إن إس فيشال» إلى البحريَّة الهنديَّة بحلول أواخر 2030.
أطلق «مَجلِس اقتناء الدِفَاع» سفينة دعم مُتَعَدّدَة الأدوار، وأرسلت البحريَّة الهنديَّة طلب تَقديم عروض دَولِيَّة لرصيفي هليكوبتر كبيرين للهبوط، ومن المتوقع تعاون المتنافسون مَع أحواض بِنَاء السفن المحَلِية.
بِالإضافة إلى حاملات الطائرات والسفن الهُجوميَّة البرمائيَّة الكبيرة، تمتلك البحريَّة الهنديَّة العديد من المقاتلات السطحية مِثل المدمرات فئة «فيساكاباتنام» مَشرُوع "17A-class"،  وفرقاطات من فئة أدميرال جريجوروفيتش  وطرادات المياه الضحلة،  وطرادات ASuW،  وسفن التَّدَابِير المضادة للألغام،  وغواصات جديدة من فئة «كالفاري» (مَشرُوع 75I)،  وفئة «أريهانت»،  وسفن مُسَاعَدَة جديدة مِنهَا سفينة أَجهِزَة قياس مدى الصَّواريخ، وسفينة مراقبة المُحيطات.
تخطط البحريَّة الهنديَّة لشراء 22 طائرة بدون طيار من طراز جنرال أتوميكس سي جارديان بتكلفة تقديرية تَبلُغ 2 مِليار دُولَار،  وهي المرة الأولى الَّتِي يتم فِيهَا بيع طائرات جنرال أتوميكس بدون طيار إلى جيش من خارج الناتو.

## الحوادث
يعود السبب في الحوادث البحريَّة الهنديَّة إلى تقادم السفن الَّتِي تحتاج إلى صيانة، وتأخر صيانتها، والأخطاء البشريَّة،  ويُرى المعلقون البحريون أن الحوادث لَا مفر مِنهَا كون البحريَّة الهنديَّة مكونة من 160 سفينة تعمل لحوالي 12 ألف يوم في البَحر كلّ عام ولتنوع المياه والطقس،  وَبَعد التحقيقات يُطرد قبطان السفينة المُخطئة،  وقد أدَّى حادِث سفينة «آي إن إس سندراتنا» إلى استقالة رَئِيس الأركان البحريَّة آنذاك الأدميرال «دي كيه جوشي» في 26 فبراير 2014،  وتخطط البحريَّة لِإِنشاء «منظَّمة أمان» جديدة لتحسين سلامة سفنها الحربية والغوّاصات النوويَّة في ضوء الزيادة المخطط لَهَا في قوة أسطولها خِلال العقد المقبل.
في 14 أغسطس 2013 أشتعل حريق في الغواصة الهندية «آي.إن.إس سندهوراكشاك» في قاعدة بَحرِيّة كَبِيرَة في مومباي، أدَّى الحريق لانفجار الغواصة وغرق من عَلَيهَا، وبقي البحارة البالغ عددهم 18 بحارًا محصورين بَعد غرق الغواصة، وتمّكن غواصو البحريَّة من الوُصُول إلى الحطام، ولكنهم واجهوا صُعُوبات كَبِيرَة في البَحث عَن ناجين بسبب ارتفاع دَرَجَة الحرارة ومجال الرؤية الضعيف والدمار الكبير الّذِي اصاب الغواصة المنكوبة،  وهي غواصة روسيَّة الصنع اشترتها الهند من روسيا في 1997، وهي مزودة بمنظومة صواريخ كروز روسيَّة، وأنفقت الهند 18 مليُون دُولَار أمريكيّ لتحديثها في روسيا.

## الراية البحرية الهندية
استخدمت البحريَّة الهنديَّة في الفَترَة من 1950 إلى 2001 نسخة معدلة من الراية البيضاء البريطانيَّة، مَع استبدال «علم الاتِحاد» باللون الهندي ثلاثي الألوان، وَفِي عام 2001 استبدلت البحريَّة علمها بعلامة بيضاء تَحَمُّل شِعَار البحريَّة الهنديَّة، وَكَان يُعتقد أن الراية السَّابِقَة تعكس الماضي الاستعماريّ للهند. ولكنَّ الراية الجَدِيدَة كَانَت محل انتقاد، حيثُ وجد البعض أن الراية بلونها الأزرق والأَبيَض مماثلة للسماء وَالمُحِيط، وَفِي عام 2004 تم تغيير الراية إلى تصميم صليب القديس جورج، مَع إضافة شِعَار الهند في تقاطع الصَّلِيب، وَفِي عام 2014 أُضيف شِعَار نصي بخط ديوناكري "सत्यमेव जयते".
يعلو الشعار التقليديّ لسفن البحريَّة الهنديَّة تاج يُضمُّ ثلاث سفن شراعية ترمز إلى التَّاريخ البحري الغني للهند، ويصور شريط التاج «أشوكا شقرا» محاطة بحصان وثور، وحول كلّ سفينة حلقة من نبات اللوتس والبراعم.